# 虎に翼
『虎に翼』（とらにつばさ）は、2024年（令和6年）度前期放送のNHK「連続テレビ小説」第110作で、2024年4月1日から9月27日に放送された日本のテレビドラマである。吉田恵里香作、主演は伊藤沙莉。
「虎に翼」は、中国の法家・韓非子の言葉で「鬼に金棒」と同じく「強い上にもさらに強さが加わる」の意味であり、日本書紀の中でも引用されていることわざ。

## 制作
2023年2月22日、制作が発表された。原作は存在せず、日本で初めて女性として弁護士、判事、裁判所長それぞれを務めた三淵嘉子をモデルに、オリジナルストーリーのフィクションとして制作される。
ヒロイン選定に際してはオーディションは行われず、2022年末にNHK側から伊藤側へオファーされた。伊藤は、2017年度第96作の『ひよっこ』以来2回目の朝ドラ出演となる。
出演者は、2023年7月31日に主人公の寅子とその生家・猪爪家の人々、8月1日に寅子が通う明律大学の仲間たち、8月2日に「法の世界」の先達たち、2024年1月25日に法を学ぶ寅子が出会う人々、1月26日に寅子の運命を導く人々を、それぞれ発表した。
2023年9月28日につくばみらい市のオープンセットでクランクインして、番組ロゴを発表した。番組主題歌として米津玄師「さよーならまたいつか!」を採用することを、2024年1月18日に発表した。
2011年度第85作『カーネーション』のヒロイン・尾野真千子が、語りを担当することを1月19日に発表した。この尾野のナレーションについては初週から、主人公の心の声となっていて心地よいなどと話題になった。
2月29日には、森優太が音楽を担当することを発表して、メインビジュアルを公開し、公式ウェブサイトを開設した。
7月15日の放送では寅子が判事になって新潟地方裁判所に赴任し「新潟編」がスタートした。
8月31日にクランクアップし、9月4日には、次作『おむすび』のヒロイン・橋本環奈とのバトンタッチセレモニーが大阪で行われた。
2025年1月20日に公式SNSが終了し、同月27日に、2025年度前期放送の「あんぱん」へアカウントが引き継がれた。
衛星波のNHK BSとBSプレミアム4Kで土曜日に1週間分をまとめて再放送する『今週の連続テレビ小説』の放送時間が、BSは8時15分 - 9時30分に、BSプレミアム4Kは10時15分 - 11時30分に変更となるほか、地上波の週末ダイジェスト版（土曜8時初回）の放送のうち、日曜11時の回が廃止された。

## あらすじ

### 第1週 - 第9週
昭和6年（1931年）の東京。女学生の猪爪寅子は母親はるの勧めで気乗りしないお見合いを続けていた。下宿人佐田優三の夜学に弁当を届けにいった寅子は、教鞭を取る桂場等一郎と穂高重親に出会う。穂高から明律大学女子法科への進学を勧められた寅子は願書を提出するが、はるは猛反対する。後日、桂場が寅子に「時期尚早」と言うのを聞いたはるは激怒し、その足で書店に赴き寅子に六法全書を買い与える。こうして寅子は念願の進学を許されたのだった。
昭和7年（1932年）春、晴れて女子法科に入学した寅子は、華族の桜川涼子、弁護士夫人の大庭梅子、留学生の崔香淑と同じ二期生になる。しかし一期生は80人の入学者が7人しか残らなかったこと、男子に嘲笑されたり縁談を断られたりと困難な状況にあることを知る。さらに女子に弁護士資格を与える法改正が延期される。学校を飛び出した山田よねを追いかけた寅子は東京地方裁判所で離婚裁判を傍聴。離婚できない妻が夫から着物を取り返せないと聞いて立腹するが、法律上どうすることもできないとよねに言われる。翌日穂高にこのことを質問すると、穂高は生徒たちに弁護を考えさせる。穂高と女生徒たちは裁判を見学。「権利の濫用」を理由に妻が勝訴。寅子は「法律は人を守るもの」と理解する。
寅子が入学して1年、大量の退学者と入学者減少で女子部は存続の危機にあった。寅子たちは「毒饅頭殺人事件」をモデルにした法廷劇上演を計画。皆と距離を置くよねも加わり本番を迎えるが、男子学生らが野次で進行を妨害、食ってかかったよねが突き飛ばされる。劇は中止に追い込まれた上、新聞に興味本位で掲載され、学長から注意される。寅子たちは怪我をしたよねから辛い生い立ちを聞く。よねと和解するため寅子は家で饅頭を作って検証し、事件の不自然さに気付く。涼子は学長が客の興味をひくため脚本を改変していたことを告白する。話し合う寅子たちを見て、花江は誰にも褒めてもらえないと泣きだす。よねは苛立つが寅子は弱者に寄り添うことを呼びかける。昭和10年（1935年）春、寅子たちは女子部を卒業し、共学の本科に進む。
寅子たちは法学部へ進学。予想に反して男子学生たちは女子学生たちを友好的に迎える。ある日穂高に代わり梅子の夫の大庭徹男が教壇に立つ。徹男は判例を紹介しながら、妻の梅子の容姿や能力をくさす。後日男子と女子はハイキングに行く。梅子は末息子の光三郎を連れてきていたが、男子学生が徹男の妾の話をするのを聞き寅子が止めに入る。花岡は寅子と口論の末、崖から落ち大けがをして入院。梅子は女子部に進学した理由を告白する。花岡は退院の日、轟に諭されて梅子に謝罪し寅子とも和解。その直後に寅子が帰宅すると、玄関に多数の男がおり、はるがその男らに土下座する様子を目にする。直言が贈賄の疑いで突然逮捕され、検察が猪爪家へ家宅捜索に来たという。「共亜事件」として報道され、寅子も大学に行けない日々が続く。麻布の笄町では新聞記者に監視される猪爪家に花岡と穂高がこっそり訪ねてくる。
穂高は直言の弁護を引き受ける。寅子は大学に復帰。逮捕から4か月後の10月、裁判前の予審で罪を自白した直言が帰宅する。寅子ははるの手帳の記録をもとに直言を問い詰め、ついに無実との証言を引き出す。穂高は寅子を共亜事件被告人の弁護士たちに引き合わせ、無実を主張すると話す。証拠集めをする寅子は暴漢に襲われ、新聞記者の竹中に助けられるが、首をつっこむなと言われる。裁判官は桂場も務めることになる。昭和11年（1936年）1月第1回公判。直言は予審で自白を強要されたと無実を訴える。弁護人の穂高たちは無実の証拠を検察に次々突き付ける。昭和11年（1936年）12月、16人の被告全員が無罪となる。判決文を書いた桂場は寅子に裁判官になりたいのかと問う。
昭和12年（1937年）6月、寅子らは高等試験に臨むが、不合格となる。女子部出身者の合格者がゼロとなったため、明律大学は翌年以降の女子部の募集を中止すると発表した。香淑をはじめ女子部出身者一同は、次は必ず合格する、あと1年だけ待ってほしいと大学側に頼み込む。穂高からの助言もあり、学長は来年度の試験で合格者がでれば女子部の募集を再開すると決定する。時が経ち、昭和13年、弁護士事務所で働きつつ勉強を続け、再度高等試験に臨んだ寅子は先輩の久保田、中山とともに合格を勝ち取る。しかし、この1年間に涼子や梅子、香淑らが家庭事情などから法曹の道を断念。よねは口述試験の最後に試験官から容姿に難癖をつけられ反発、不合格となる。3人の合格祝賀会で新聞記者からの質問に対し、男女関係なく弱者を助ける弁護士になりたいと寅子は宣言。場はしらけ、翌日の新聞ではほぼ全紙が黙殺するなか、竹中だけは寅子の主張を前向きに紹介する記事を書いていた。
昭和14年（1939年）、寅子は修習生として雲野法律事務所で働き始める。一方、花岡は修習後の試験に合格し裁判官として佐賀地裁に赴任する。二人は互いに惹かれあっていたが、それぞれの道を進むことを選ぶ。一年半の修習期間を無事に終えた寅子は弁護士資格を取得したが、女性だからと客に弁護を断られる日々が続く。意気消沈する寅子は、婚約者と連れ添って歩く花岡とばったり出会う。未婚が社会的に信頼されない理由の一つだからと、寅子は再びお見合いすると決め、両親に頭を下げ結婚相手を探してもらう。しかし、相手探しは難航。そんななか、寅子が結婚相手を探していると聞いた優三がプロポーズ、寅子は優三と結婚する。その甲斐もあってか弁護の依頼人も現れ、寅子は名実共に一人前の弁護士として活躍し始める。
寅子は手伝いとして働くよねとともに、子の親権をめぐって義父母と争う女性・領国満智の依頼を引き受ける。寅子は奮闘するが、満智の嘘を見抜けず自身の甘さを痛感する結果となる。一方、私生活では子供を授かり猪爪・佐田両家は大きな喜びに包まれる。そんな中、寅子は久保田から、夫の実家のある鳥取に移住し、弁護士も辞めると聞かされる。久保田や中山が弁護士を辞め、女性の弁護士は私しかいないと身重で頑張る寅子だったが、無理がたたって倒れる。雲野や穂高から子育てに専念すべきだと諭され、寅子も弁護士を辞める決意をする。昭和19年（1944年）春、寅子は娘・優未（ゆみ）を出産、地獄のような日々から解放され幸せに暮らしていたが、佐田家に召集令状が届く。優三は「必ず帰って来る」と言いつつ出征する。
昭和20年（1945年）、太平洋戦争が激化し本土への空襲も始まり猪爪家は疎開。直道の戦死が伝えられ、花江は泣き崩れる。8月15日、日本は降伏し終戦を迎える。東京に戻った猪爪家に、岡山から直明が帰って来て一家は明るさを取り戻す。猪爪家は細々と内職で食いつなぐ。ある日、病で直言が倒れる。はるや花江と直言を看病していた寅子は、優三の戦病死を記した告知書を見つける。寅子が悲しむからと、直言は長らく隠し続けていたことを打ち明け謝罪し、数日後、静かに息を引き取る。優三の遺品だけが届き寅子は悲しみに暮れるが、はるに促され優三の死と向き合うなか、新聞で日本国憲法の「すべての国民は法の下に平等」という条文を目にする。寅子は「人生をやり切る」という優三の言葉を思い出し、法律の世界に戻ると決心する。

### 裁判官編（第10週 - 第15週）
昭和22年（1947年）3月、家族を養い直明の学費を稼ぐため、寅子は意を決して法曹会館にある司法省（仮庁舎）へ向かう。人事課に乗り込み自分を採用するよう直談判するが、人事課長の桂場は難色を示す。そこに久藤頼安が通りがかり「人手不足の上、GHQも喜ぶ」と助け船を出す。桂場は渋々同意し嘱託として採用する。寅子は民事局民法調査室で民法改正に携わるが、弁護士の仕事から逃げたとの思いから、自分らしさを出せずにいた。そんな中、寅子は東京に戻っていた花岡と再会。悩みを吐露する寅子に花岡は梅子の受け売りと言いつつ助言する。民法改正審議会では保守派・神保と改革派・穂高が激しい議論を交わすが、寅子の尽力もあり改正民法が12月に成立する。一息ついた寅子はある日、同僚の小橋から「花岡が死んだ」と聞く。
花岡が闇市の食糧を一切拒否し栄養失調で亡くなったと聞き、寅子は衝撃を受ける。戦地から戻った轟はよねと再会し、共同で弁護士事務所を立ち上げる。翌昭和23年（1948年）、GHQからの通達を受け、桂場らは家庭裁判所設立に向け動き出す。寅子は異動となり、家裁設立の暁には裁判官にするとの言質を桂場から取るも、わずか2カ月で家裁を発足という難題を強いられる。上司の多岐川はあてにならず、家事審判所と少年審判所の合併交渉は難航を極めるが、寅子は戦災孤児の支援活動に携わる直明らの助けを借り、両審判所の説得に成功。一同総出で準備に掛かり、家裁の壁に花岡の妻・奈津子の描いた絵を掲げさせた多岐川は「法律は人が幸せになるためにある」と説く。こうして期限ぎりぎりながらも、昭和24年（1949年）1月1日に家庭裁判所が発足する。
寅子は東京家庭裁判所判事補兼最高裁判所家庭局事務官に任命され、多岐川の下で戦災孤児の問題に取り組む。一同は視察のため上野に赴くが、小橋が財布をすられる。寅子はスリの少年・道男を追いかけ、道男が駆け込んだ先で轟弁護士事務所を見つける。三人は再会を喜ぶも、よねは寅子を拒絶する。寅子は道男の引き取り先を探し奔走するが中々見つからず、はるの了承を得て猪爪家にしばらく居候させる。当初は直人や直治と折り合いの悪かった道男も少しずつ心を開いていくが、花江との間で誤解が生まれ飛び出してしまう。道男は10日経っても帰らず、はるが心臓発作で倒れる。寅子は道男を探し出し説き伏せ、はるに会わせる。はるは道男を抱きしめて労わり、後のことを寅子と花江に託し息を引き取る。寅子はある日、家裁で笹山と偶然再会する。笹山は再開した自分の寿司屋で住み込みの働き手として、審判で不処分となった道男を引き取る。
寅子は特例判事補となり、多忙を極める。多岐川は「愛のコンサート」開催を一方的に決定する。ある日、死去した大庭徹男の妾・元山すみれが寅子を訪れる。遺言書には、すみれが全遺産を相続と記されていた。後日、梅子が遺産相続の件で家裁を訪れ寅子と再会。轟とよねが梅子の弁護を担当し、轟らの調査で遺言書の偽造が判明。その後も大庭家の遺産相続問題は合意に至らず、調停に委ねられる。ある夜、抱き合う光三郎とすみれを寅子は目撃。後日、轟らが立ち合い大庭家は家族会議を開くが、すみれと光三郎が発端となり場が紛糾。梅子は大声で高笑いし、遺産相続やすべての放棄を宣言し立ち去る。多忙な折、寅子は多岐川とラジオ番組に出演。「愛のコンサート」も成功裏に終わり、家庭裁判所は広く知られるようになる。
家裁の広報で有名になった寅子はさらに仕事に追われる。家事や優未の世話を花江に任せきりにしつつも、星朋彦の本の改稿作業の手伝いを引き受けてしまう。寅子は星の代理で改稿作業を行う息子・航一と出会う。星は本の出版より前に病で他界し、山本紘作が長官に就任。一方、家裁で寅子は梶山裕司と妻・ルイーズの離婚調停を担当。両者とも、窃盗を犯した息子・栄二の親権放棄を望んでいた。頑なに心を閉ざす栄二を救おうと寅子は腐心する。最高裁は尊属殺の規定は合憲との判決を出すが、穂高は違憲との判断を示す。寅子は退任記念祝賀会を途中で立ち去り穂高を困惑させるが、翌日穂高と腹を割って話し、互いに和解する。離婚調停では、苦しまなくて済むよう助けたいと話す寅子に栄二が伯母のことを言及。家事部と少年部の協力も得て、裕司が親権者、伯母・勝枝が監護者となることが決まる。穂高は穏やかにこの世を去る。
昭和26年（1951年）、視察のため米国に行っていた寅子が帰国する。家族と雑誌取材を受け、多岐川とラジオにも出演。寅子は「家庭裁判所の母」と呼ばれ、時の人となる。一方、家庭では小さな違和感が重なり、優未たちは寅子の前では良い子を演じるようになる。家裁で寅子は福田慶太・瞳の離婚調停を担当。不貞を諫められ逆上した瞳に切りつけられ、無事ながらも寅子は困惑。そんな中、寅子に新潟地家裁三条支部への異動と判事昇進の内示が出る。多岐川は桂場に怒鳴り込むが、寅子の有能さを認めつつも、裁判官として本来積むべき経験をさせるための異動だと桂場は説明する。猪爪家では家族会議で皆に本音をぶつけられ寅子は反省、優未は引越しに同意する。昭和27年春、家族に見送られ、寅子と優未は新潟へと旅立つ。

### 新潟編（第16週 - 第19週）
昭和27年（1952年）春、三条支部に赴任した寅子は、意外にも職員や杉田兄弟から大歓迎を受ける。困惑しつつも、寅子は新しい職場に早くなじもうと努める。家では親子二人の生活が始まる。数日後、寅子は新潟本庁勤務の星航一と再会する。職場では仕事が山積。何かと貸しを作って地元のやり方に従わせようとする杉田兄弟に対し、寅子は判事としての良識を貫く姿勢を示す。寅子が担当となった山の境界線をめぐる民事調停は、杉田太郎の根回しで結局円満解決する。努力しても優未との距離は簡単に縮まらないが、優未の不器用さや優しさに優三の面影をみた寅子は、優三のことを少しずつ優未に話して聞かせる。填補により毎週水曜に本庁での刑事事件担当となった寅子は、昼食で航一に案内された喫茶「ライトハウス」で涼子と再会する。
涼子が華族廃止により玉と喫茶店を開業したこと、身体障害者となり涼子を束縛していると悩む玉の葛藤を寅子は知る。玉は営業後の店内で高校生に英語を教えており、寅子は森口美佐江と知りあう。美佐江は後日、寅子に赤い腕飾りを贈る。寅子の元には、稲が訪れ手伝いとなる。本庁では寅子が初担当となる刑事裁判が始まる。ひったくりの元木を水上が暴行した事件で、寅子はその後6人も自首したと航一から聞く。裁判での対話や取調べで、全7人の赤い腕飾り着用が判明。寅子を訪れた美佐江は、腕飾りのことを聞かれると豹変しすぐに立ち去る。寅子は互いの本心を打ち明けるよう玉と涼子に促す。話合いの結果、二人は対等な親友となる。航一、寅子と優未は、杉田らの麻雀大会に顔を出す。太郎は優未を見るや号泣。なぜか航一は太郎に謝るのだった。
そんな中、新潟市内で放火事件が発生。火災があったスマートボール場の経営者である朝鮮人が逮捕された。裁判で検察は被告人・金顕洙の手紙を証拠として提出する。寅子は傍聴席に座っていた小野知子に気付く。小野にはかつて朝鮮人の恋人がいた。手紙の内容に不自然さを感じた寅子は、思い切って香淑に助けを求め、日本語への翻訳が不正確だったことが判明。次の公判で弁護人の杉田太郎が誤訳を指摘する。合議の結果、裁判長の航一は被告人に無罪を言い渡す。判決後、「ライトハウス」に居合わせた太郎の言葉をきっかけに航一は自らの過去を語り始め、総力戦研究所にいたこと、机上演習で敗戦を確信しつつも戦争を阻止できず、責任を感じていることを吐露。太郎はもう気にするなと航一を気遣い、寅子は一緒にもがきたいと航一に寄り添う。
航一の苦しみを知り寄り添いたいと思いつつ、寅子は感情をうまく整理できない。同じころ、新潟市内で売春事件が発生。補導された女子高生らは赤い腕飾りを着けており、美佐江の深い関与が疑われる。寅子は美佐江に心を開いてもらおうと努めるが、対応は完全に失敗してしまう。昭和28年（1953年）、家裁は美佐江の審判不開始を決定。3月、美佐江は東京大学に合格。一方、三条支部では高瀬と小野が「友情結婚」を報告する。仕事を終え帰宅すると花江がいた。夜、二人が話していると優未が起きてきて、優三のお守りに入っていた手紙を寅子に見せる。その手紙を読み優三の二人への深い愛と思いやりを寅子は改めて知る。本庁に出勤したある晩、雨で列車が止まり帰りが遅くなった寅子は正直な気持ちを航一に告げる。航一も自分は優三にはならないし、寅子を照子の代わりにもしないが溝を埋めたいと打ち明け、寅子を抱きしめる。

### ふたたびの東京編（第20週 - 最終週）
昭和30年（1955年）の春、寅子と航一は共に東京に異動となる。杉田兄弟や三条支部の職員に盛大に見送られ、寅子と優未は新潟から登戸に帰る。猪爪家では、結婚後は家を出るべきという花江と、同居し続けたいと主張する直明が対立。困った寅子は航一に相談、猪爪家で「家族裁判」を行うこととなる。一方、よねは司法試験に合格、はれて弁護士となっていた。寅子は東京地裁民事部第二十四部の裁判官に、航一は最高裁の調査官に就任。寅子と優未は星家に招かれる。職場で寅子は汐見らと共に「原爆裁判」を担当。雲野らと轟、よねが原告側の弁護士となる。猪爪家の家族裁判では航一、田沼玲美らを加えて協議した結果、玲美が試しに同居すると決まり結審。その直後、航一は寅子にプロポーズする。寅子は喜びつつもまだ気持ちの整理がつかず即答を避けるが、航一は気長に待つ姿勢を示す。
7月、よねたちの事務所を訪れた寅子は、轟に遠藤時雄を交際相手と紹介され動揺する。事務所に戻ったよねに寅子は弁護士祝いを渡し、航一からプロポーズを受けたが、現在の状態で「結婚」という形をとることに意味があるのかと相談し、相手に言えと返される。寅子は轟と遠藤に不審な顔をしたことを謝罪する。直明の結婚準備に忙しい猪爪家に帰宅した寅子は、結婚すると夫婦のいずれかは改姓しなければならないことに気付き悩む。航一は自分が佐田姓になると提案するが、百合に強く反対される。寅子は星姓に変更後も、仕事上佐田寅子を名乗ることは可能か桂場に相談するが、不可能と一蹴される。寅子は轟の仲間たちの集まりに誘われ、航一と優未と共に山田轟法律事務所を訪れる。同性愛者や性転換した仲間たちと話した航一と寅子は、相続に関する遺言書を双方作成した事実婚を選ぶ。直明と玲美の結婚式も済んだ11月のある日、寅子と航一は、直明から「竹もと」に呼び出される。直明は花嫁のヴェールを取り出し、たま、轟、久保田、中山たちが戦前の法服姿て現れ、二人の結婚式を裁判風に行い、合わせて同窓会を開いた。
昭和31年（1956年）の春、寅子と優未は星家で生活を始めたが、朋一とのどかは打ち解けずぎこちない関係が続く。優未は中学に入学。地裁では前年配属になった判事補である秋山真理子が妊娠した悩みを寅子に打ち明ける。寅子は彼女が出産後も復帰できるようサポートを約束。女性法曹の労働環境改善を目指して「意見書」をまとめ、桂場に提出したが、時期尚早と却下される。寅子は、最高裁判所事務総局に提出する意見書を作成することを思いつき、法曹界の仲間たちから署名を集め提出した。事前に根回しをして協力した桂場に寅子は感謝する。星家でも朋一が寅子たちと打ち解けるようになる。同年秋、家族から孤立していたのどかが寅子との同居がつらいと本音を吐き出し家を出ようとする。優未は麻雀勝負で引き留めるが腹痛で倒れる。手当てする家族にのどかはいらだち、寅子と航一は子供らしくいられなかったのどかたちを思いやり、「家族のようなもの」をやめることを提案する。秋山は産休をとる。昭和31年12月、星家では家族が揃って一緒に夕食の支度しながら、秋山が出産後復帰してベビーシッターを探しているなどの話に盛り上がる自然な「家族だんらん」が見られるようになる。
昭和34年（1959年）、猪爪家では、直明と玲美の間に子供が産まれ、直人は司法修習生、直治はダンスホールの演奏家になるなど順風満帆。星家では朋一が長崎地裁の判事補になり家を出たが百合に物忘れの兆候が出る。同年11月、「原爆裁判」は約4年間、27回にも及ぶ準備手続を終える。口頭弁論に向け、弁護士の雲野は気合いを入れ直していたが急死。昭和35年（1960年）2月、よねらによって原告弁護団が引き継がれた「原爆裁判」の口頭弁論が始まった。記者の竹中は生前の雲野から依頼され傍聴に出向く。竹中の記事によって「原爆裁判」に世間の注目が集まりはじめる。裁判においては、原爆投下は国際法に違反しているかどうか、原告・被告双方が国際法学者による法理論上の鑑定を求めた。昭和37年1月には、原告のひとり吉田ミキが法廷に立つため広島から上京してくるが、よねは彼女に配慮して法廷には立たせず、轟がミキの手紙を代読する。星家では百合の認知症が進行し、寅子自身も更年期障害から体調もすぐれない日々が続く。昭和38年（1963年）6月、桂場は最高裁判事のひとりに任命される。梅子は桂場から餡のお墨付きを得、「竹もと」店主から店を継ぐよう頼まれる。道男は「笹寿司」閉店で行先を決めかねていたが、梅子は2人で店をやることを持ちかける。同年12月、「原爆裁判」の判決が言い渡される。主文に先立つ判決理由において、原爆は国際法違反であること、救済における立法及び行政の責任が言及されたが、請求は棄却された。
轟たちは判決理由を聞いて控訴せず原爆被害者救済弁護団結成の道を選ぶ。昭和40年（1965年）認知症が進行していた百合は死去。昭和43年（1968年）、寅子は、ガンの手術後自宅療養している多岐川幸四郎を見舞う。多岐川と同居する汐見・崔香淑夫妻の娘の薫は、母が朝鮮人であることを知り、出自を隠していたことに反発していた。昭和44年（1969年）1月、桂場が最高裁長官に就任。寅子たちはささやかな祝賀会を梅子と道男の店「笹竹」で行う。多岐川は「この国を、司法を頼むぞ」と激励する。学生運動が激化し、東大の安田講堂事件で薫が逮捕される。汐見は薫の弁護をよねと轟に依頼するが、弁護士資格を取得した香淑は自分で弁護したいと言い出し寅子が呼び出される。香淑の話はひとまず保留。その後寅子は、事務所に居候する斧ヶ岳美位子を紹介される。美位子は実父を殺害した事件の被告で保釈されている身であり、美位子の弁護を引き受けたよねは事件のいきさつを説明する。よねたちは尊属殺人罪を憲法違反と主張し、尊属殺人罪ではなく殺人罪を適用したうえで正当防衛または緊急避難で減刑を訴えるつもりだった。判例となっていた昭和25年の尊属殺人重罰規定合憲判断に挑むため、最高裁まで行く覚悟を決めていたよねは闘志を燃やしていた。昭和44年（1970年）3月、寅子の少年課に安田講堂事件の未成年者が続々送られ、少年課は忙殺される。原爆裁判で国側の指定代理人を務めた反町忠雄は、政民党幹事長の寒河江弘幸の秘書となって桂場を訪ね、成人と違い未成年者は家裁で次々不処分になっていることに不満を持っている旨を伝える。4月、寒河江は裁判制度調査特別委員会設置を表明。桂場は司法の独立を厳守すると反発する。最高裁の異例の抗議で委員会設置は棚上げになる。昭和44年（1970年）5月、安田講堂で逮捕された学生たちの刑事裁判が始まるが、傍聴席に学生たちが押し寄せ、裁判官に対して暴言を繰り返し、「インターナショナル」を大声で歌うなど混乱。薫はケガをした学生の看病をしていただけで起訴猶予となった。6月、美位子の裁判は東京地裁で尊属殺の重罰規定を憲法違反とし、刑を免除する判決が言い渡されたが、よねらの予想通り、検察は直ちに控訴。高裁での二審に進むことになった。のどかが恋人吉川誠也が星家に紹介する日、大学院で寄生虫の研究をしていた優未が、将来が見えないと大学院も中退すると言い出す。諦めるなという航一と優未の思うようにさせてほしいという寅子は口論になる。のどかは自分のために生きると宣言し、誠也と結婚する。昭和45年（1970年）3月の国会で、法務大臣が少年法改正について法制審議会に諮問を行うと答弁、同年6月、法務大臣から少年法改正に関する諮問が法制審議会になされた。少年法改正についての意見をまとめるため、寅子が寝たきりの多岐川を訪ねる。薫は結婚を考えていた男から血筋を理由に別れを告げられたという。香淑は怒りに震えたが、薫はどうしようもない男だとわかって良かったと笑顔を見せる。そこへ小橋と稲垣も合流。多岐川は法務省の改正要綱を読んで顔色を変え、寅子たちに少年法の意義を訴える。少年法改正要綱に反対する「意見書」を作成した多岐川は桂場を呼び出すが桂場は拒否。後日、久藤が桂場に多岐川の死を伝えるとともに「意見書」を手渡す。
同年7月、よねらが弁護を担当している尊属殺の裁判は、二審の東京高裁で一審判決を取り消し実刑判決を言い渡された。轟は想定の範囲内と、最高裁に上告。航一たち最高裁調査官が受理するか調査する。政治家の寒河江が桂場を訪ね、若い裁判官の判決が片寄っていると圧力をかける。香淑は外国人の原爆被害者への支援を始める。夫の汐見も退官して弁護士に転じ、弁護士となった薫と家族3人で法律事務所を開き妻の活動を支えることになった。同年10月、寅子は、少年法改正の法制審議会少年法部会の委員として、久藤や、稲垣・小橋らとともに出席。厳罰化ありきで強引に議論を進めようとする法務省側と反対する家裁との激論になる。大学院を中退した優未は家事手伝いしながらアルバイトのマイペースな日々。朋一が、突然最高裁事務総局から家裁に異動を命じられる。勉強会に参加していた仲間も皆異動になり、寅子は桂場を問いただす。桂場は、異動が全て自分の指示であることを認め、政治からの干渉を排除し、司法の独立を守るためと答えた。寅子は桂場の理想と行動がかけ離れていることを批判するが、桂場は激昂する。航一は、最高裁調査官として美位子の件で、よねと轟の事務所を訪問し、話を聞く。昭和46年（1971年）夏、涼子が司法試験を受験するため新潟から上京するのに合わせて、明律大女子部の一同が久しぶりに寅子の家で顔を合わせた。寅子は東京家裁で、20年近く前に新潟で知り合った森口美佐江と瓜二つの少女・並木美雪と遭遇。美雪は駅の階段から同級生の男子を突き落として家裁に送致されていた。審判の日、美雪は、大切にしていた手帳を相手に奪われたため突き落したと告白。被害者からも証言が取れたため、寅子は美雪を不処分とした。航一は、美位子の事件についてまとめた報告書を桂場に提出し、同25年の判例を変更すべきときだと訴えたが、桂場は、「時期尚早」と受理を拒む。しかし同47年（1972年）4月、最高裁は事件の上告を受理することを決定し、15人の裁判官による大法廷が開かれることになる。寅子のもとを美雪の祖母・佐江子が訪問し、自分が美佐江の母であると明かし、亡くなった美佐江の手帳を渡す。手帳には、地元では特別であった自分が東京に出てきて、ただの女に過ぎないと絶望したことが綴られ、寅子は美佐江を救えなかったと言う思いに打ちひしがれる。
朋一は法律から離れ家具職人になると報告する。昭和47年（1972年）5月、尊属殺の大法廷が開かれ、轟とよねの戦いが始まる。美雪が再び問題を起こし家裁に送致される。美雪は寅子になぜ人を殺してはいけないかと絡み、ナイフを出す。母も自分も救うに値しないと卑下する美雪に、寅子は母親の真似をしなくていいと説得する。美雪は試験観察となり民間施設に入る。半年後、寅子の審判で美雪はまだ施設にいたいというが寅子に本音を問われると祖母と一緒にいたいと泣き出す。寅子は美雪を不処分にする。昭和48年（1973年）4月、大法廷は尊属殺規定は違憲であるとの判決を出す。翌月、桂場は定年で退任。少年法対象年齢の引き下げは見送られた。美位子は新潟の涼子の店で働くことになる。美位子は寅子の家を訪問。優未と人生に失敗したと語るが、寅子は優未が失敗したと思うなら私の責任と強く語る。優未は最高に育ててもらったと感謝する。花江は人生に悔いはないと語る。寅子は横浜家裁の所長に就任。笹竹の祝いの途中、桂場が来店。寅子は法とは全ての人が快適でいられる船でなければと決意を語る。時代は下り、平成11年（1999年）寅子が亡くなり15年。男女共同参画社会基本法が施行。わが道を行く美雪、穏やかな老後を迎える航一。そばには寅子の魂が寄り添っていた。

## 登場人物

### 主人公
猪爪寅子（いのつめ ともこ） → 佐田寅子（さだ ともこ）
演 - 伊藤沙莉（幼少期：笹の葉さら）
本作の主人公。大正3年（1914年）五黄の寅年に生まれる。あだ名は「トラコ」、「トラちゃん」。口癖は「はて?」で、劇中（特にナレーション）では「スンッ」（言いたいことがあっても何も言わない態度）もたびたび登場する。
女学校に通う最中に両親から縁談を勧められたが、一言多いことが禍してか、何度も失敗に終わってしまう。世の中の「スンッ」な事柄を疑問に感じると、たとえ上司や恩師であろうと意見を主張する。
猪爪家の書生で、明律大学の夜間部に通う佐田優三に弁当を届けた際に講義を聞き、穂高重親と運命的な出会いを果たす。寅子の法律への熱意を見抜いた穂高から、明律大学女子部への入学を勧められる。
昭和13年、高等試験（司法試験）に2度目で合格し、日本初の女性弁護士となる。
その後、雲野六郎が代表を務める「雲野法律事務所」に所属する。だが、当時では珍しい女性弁護士であることに加えて、依頼人の女性に対する偏見も相まって、仕事が中々来ない日々が続き、苦戦する。
女性弁護士としての苦労もあり、社会的信用を得るために、お見合いを重ねるも幾度も破談。優三が見兼ねて寅子にプロポーズして、昭和16年11月に結婚し、昭和18年12月に長女の優未を授かった。しかし、女性弁護士が自分一人となったことに加えて、出産・育児などで苦悩し、弁護士の道を一旦断念する。
戦争で夫・優三や兄・直道を失うも、戦後の日本国憲法に希望を見出して再び法曹の世界へ。事務官として改正民法の起草や家庭裁判所の設立に関わる。
昭和24年、家庭裁判所発足と同時に裁判官である判事補に任命される。
昭和27年、判事となり、優未を連れて新潟地方・家庭裁判所三条支部に赴任、また週一日は本庁刑事部での勤務を兼ねている。
最高裁長官であった星朋彦の著書の改定作業を一緒にこなしていた息子の星航一と交際するようになる。
昭和30年、東京地裁民事第二十四部に赴任。
同年、航一にプロポーズされるも、佐田姓として裁判官を勤めてきたこともあり、改姓に抵抗を持っていた。最終的に航一からの提案で事実婚と言う形での再婚になった。
昭和31年春、猪爪家が手狭なこともあり、優未の中学進学に合わせて、優未とともに星家に移る。
昭和44年1月、東京家庭裁判所部総括判事、少年部の部長に就任した。
昭和49年春、横浜家庭裁判所の所長に就任する。
昭和59年に死去。没後15年の平成11年、50代の優未を見守ったり、航一とは会話をしたり自由に過ごしている。
女性として初めての裁判所長も務めた三淵嘉子がモデル。

### 猪爪家・佐田家の人々
猪爪はる（いのつめ はる）
演 - 石田ゆり子
寅子の母。旧姓は直井（なおい）。丸亀市出身。夫・直言からは「はるさん」と呼ばれる。
現実主義者で、家事も家計も完璧にこなす。直言とは対照的に、夢を語る長女・寅子に厳しい態度を取り、見合いを勧めていた。
寅子が桂場等一郎から「進学は時期尚早」と言われている現場に遭遇すると激怒。六法全書を寅子に買い与え、「進むも地獄、辞めるも地獄」と言って進学を許可する。自身も過去には進学を夢見ていたが、女でありかつ兄弟がいることから諦めさせられている。
毎日手帖に日記をつけており、それが「共亜事件」の有力な証拠になり、直言は無罪が認められた。だが、裁判中に事件の影響で実家の直井家からは縁を切られてしまう。
昭和12年度の高等試験に不合格だった寅子に苦い顔を見せるも、「タダ飯食らいは許さない」と働きながら合格を目指すように発破をかける。
優三を亡くした寅子に直言の形見のカメラを売って手に入れたお金を渡し、優三の死とゆっくり向き合って欲しいと伝えた。
昭和24年2月、戦災孤児の道男と向き合う中、心臓発作で亡くなる。
猪爪直言（いのつめ なおこと）
演 - 岡部たかし
寅子の父。明治14年9月17日生まれ。
温和な性格だが頼りない面があり、恐妻家である。我が子のように書生の優三の進路も応援する。また、長女・寅子が弁護士となってからは記事をスクラップしている。
帝都銀行の経理第一課長時代に共亜紡績の不当な利益で起きた「共亜事件」への関与が疑われ、贈賄罪で逮捕される。検察官の厳しい取り調べで自白を強要され、予審では罪を認めた。しかし家族の励ましを受けて公判では一転して無罪を主張し、無罪となった。
寅子が優三と結婚する決心をした際は、最初は難色を示したがはるの発言で考えが変わり、2人の結婚を後押した。
判決後は銀行を退職して、新たに「登戸火工」という会社を起こす。戦時中は軍事需要があったが、戦後は仕事が激減してマッチ作りでしのぐ。
昭和21年10月体調を崩し、栄養失調と肺炎を併発。寅子に優三の死を隠していたことや、これまでのことを家族に詫びて、数日後に亡くなる。
猪爪直道（いのつめ なおみち）
演 - 上川周作
寅子の兄。5歳年上。米谷花江とお見合い結婚。
前向きで明るい性格。「俺には分かる!」が口癖。
昭和9年、猪爪家から引っ越し、翌年には子宝に恵まれ、息子二人の父親となった。
共亜事件で父・直言が逮捕された際、実家から縁を切られて弱気になっていた母・はるを妻・花江と共に励ました。
太平洋戦争で召集され、昭和20年6月20日に南西諸島方面で戦死したことが、7月に死亡告知書（戦死公報）で知らされる。
死後も、たびたび花江の夢枕に現れる。
猪爪直明（いのつめ なおあき）
演 - 三山凌輝（幼児期：永瀬矢紘、幼少期：正垣湊都、少年期：小林未来）
寅子の弟。12歳年下のため、両親からも非常に可愛がられている。
責任感が強く、家族のためなら自らを犠牲にすることも厭わない。素直で成績優秀。本を読むのが好き。
昭和14年の春に親元を離れて、岡山で寄宿舎生活を送る。
戦後、家族のもとへ戻って同居。大学への進学を諦めて働いていたが、姉・寅子に説得されて大学進学を決意。
帝大在学中、アメリカのBBS運動 (Big Brothers and Sisters Movement) に倣って導入された学生による孤児たちの保護活動である、東京少年少女保護連盟の一員となって活動し、家庭裁判所の設立にも貢献した。
大学卒業後の昭和26年4月、中学校の教師になる。
昭和27年から、BBS運動の仲間だった田沼玲美と交際し、昭和30年夏に結婚した。その後、長男・直正を授かった。
直正の中学進学と同時に、近所に引っ越す。結婚後も、猪爪家で妻・玲美と直正と共に同居していたのは、戦争で家族と離れ離れになっていたトラウマがあったため。だが、時が経つにつれ、不安がなくなり、妻子と共に別居を決断した。
米谷花江（よねたに はなえ） → 猪爪花江（いのつめ はなえ）
演 - 森田望智
寅子の女学校の同級生。寅子の兄・直道に好意を抱き、お見合いを経て卒業前に結婚し、義姉となる。
当初は猪爪家に同居していたが、一時的に姑・はると険悪になってしまい、夫・直道の配慮によって別居。その翌年には子供に恵まれ、息子二人の母となる。
東京大空襲で両親を、太平洋戦争では直道を失う。戦後は寅子らと同居し、家事や息子二人と義姪・優未の世話などをして一家を支える。
実家の米谷家で女中として働いていた稲（後述）に、新潟に転勤している寅子のお手伝いを依頼するなど、遠くからでも寅子を支える。
優未からの手紙で寅子に意中の人が出来たことを知り、寅子の背中を押すために新潟まで赴いた。
最終話冒頭の平成11年でも健在で、猪爪家の重鎮として幼い曽孫の相手をしながら、優未の世話を受けて穏やかに過ごしている。
佐田優三（さだ ゆうぞう）
演 - 仲野太賀
猪爪家に下宿する書生。
両親を早くに亡くし、昼は銀行で働きながら、夜間は大学で勉学に励む。
気弱で頼りなく、緊張するとお腹を壊す癖があるが、優しく、芯が通っている。法学の知識があり、寅子の良き相談相手となる。
父と同じ弁護士を目指していたが、高等試験には落ち続け、昭和13年の高等試験をもって弁護士への道を諦め、直言の会社「登戸火工」に勤めた。
社会的信用を得るための結婚を画策する寅子にプロポーズし、昭和16年11月に晴れて夫婦となった。実は、書生時代から寅子のことをずっと想っていた。
娘の優未が生まれて間もないころに出征。昭和21年4月25日、収容所の病室で戦病死したものの、死亡告知書は直言が隠し持ち、寅子がそれを知ったのは、その死から半年ほど経ったころのことだった。
優未が遺品として戻ってきた寅子お手製のお守りから、寅子宛の手紙を見つける。その手紙には「寅子に再婚相手が現れたら一緒になるように」と書かれていた。
猪爪直人（いのつめ なおと）
演 - 青山凌大（幼児期：柴田秀翔・髙橋誠、幼少期：阿久津将真・山田忠輝、少年期：琉人）
直道と花江の長男。昭和10年生まれ。
母想いで優しい性格。しっかりしており、父・直道と同じく「俺には分かる!」が口癖。
大学では法律を学び、昭和34年、一浪の末に司法試験に合格した。
司法修習を経て、横浜家庭裁判所の判事補になった。
大学の同期で弁護士の瑞穂と結婚し、長男・直寅を授かった。
猪爪直治（いのつめ なおはる）
演 - 今井悠貴（幼児期：廣瀬樹季、幼少期：二ノ宮陸登、少年期：楠楓馬）
直道と花江の次男。
父・直道の「俺には分かる!」という口癖や、明るい性格を受け継いでいる。
趣味はジャズ。新聞配達で貯めて購入した中古のサックスで演奏を始める。
高校卒業後、サックスを続けながら、ダンスホールで勤務していた。その後、念願のサックス奏者となり、全国や海外を飛び回る生活を送っている。
佐田優未（さだ ゆみ）
演 - 川床明日香（0歳：山中天喜・三上ひめな、2 - 3歳：斎藤羽結、4 - 5歳：金井晶、6 - 9歳：竹澤咲子、11 - 19歳：毎田暖乃)
寅子と優三の長女。昭和18年12月、東京都生まれ。
父・優三からは緊張するとお腹を壊す癖、母・寅子からは「はて?」という口癖を受け継いでいる。
優しく、気が利き、しっかりとした性格。寅子と関係が修復してからは度々助言するようになった。
仕事で多忙な寅子に気遣いするあまり、昭和27年4月に三条市へ転居する前の寅子とはぎこちない関係だったが、転居後は、稲が佐田家の家事手伝いに来てから関係が徐々に良好になっていく。
昭和30年春、寅子の東京転勤により、川崎市登戸の猪爪家に戻る。
昭和31年春、寅子と航一の再婚に伴い、中学進学と同時に杉並区荻窪の星家に転居する。
高校卒業後は、大学院で寄生虫の研究をしていたが、ポスト争いに心が折れ、大学院を中退する。
大学院中退後は、「笹竹」と週2勤務の雀荘を掛け持ちで働く。
平成11年の時点で、自宅（星家）で着付けや茶道教室を開いている。他にも、雀荘と寄生虫研究の雑誌の編集をしている。登戸の猪爪家に赴き、義伯母・花江やその曽孫の面倒を見る生活を送っている。
田沼玲美（たぬま れみ）→ 猪爪玲美（いのつめ れみ）
演 - 菊池和澄
直明の妻。教師。
気が強く、お喋りな性格。
女子大生時代、後に夫となる直明と同じくBBS運動の一員だった。同時期に直明と共に家庭裁判所設立に協力した。
昭和27年、自身と同じく教師になった直明に偶然再会し、交際に発展した。
昭和30年夏、直明のプロポーズを受け結婚する。その後、長男の直正を出産する。
猪爪直正（いのつめ なおまさ）
演 - 平野絢規
直明と玲美の長男。
好きな食べ物はだし巻き卵。
猪爪瑞穂（いのつめ みずほ）
演 - 佐々木春香
直人の妻。弁護士。
大学の同期だった直人と結婚し、長男・直寅を出産した。
猪爪直寅（いのつめ なおとら）
演 - 濱田碧生
直人と瑞穂の長男。
猪爪直哉（いのつめ なおや）
演 - 二ノ宮陸登（二役）
花江の曽孫。江美の兄。
平成11年の時点で、登戸の猪爪家で曽祖母の花江と従大叔母の優未に見守られながら過ごしている。
猪爪江美（いのつめ えみ）
演 - 金井晶（二役）
花江の曽孫。直哉の妹。
平成11年の時点で、兄の直哉と共に、登戸の猪爪家で曽祖母の花江と従大叔母の優未に見守られながら過ごしている。
重田（しげた）
演 - 緒方賢一
直言の会社「登戸火工」に勤める老人。通称は「重田のじいさん」。
戦後に再雇用されて、寅子と直明のマッチ製造を手伝う。
道男（みちお） 
演 - 和田庵
戦災孤児。スリの少年。
東京大空襲で両親を失った。
轟法律事務所に出入りしていたが、寅子と口論したことがきっかけで、成り行きで猪爪家に居候する。
家庭裁判所での審判では、更生の余地が認められて不処分となる。その直後、東京で寿司店を再度始めた笹山の下で住み込みで「笹寿司」で働く運びとなった。就職後も時々猪爪家に出入りしている。
笹寿司に住み込みで働きながら修行を積み、遂に一人前の寿司職人として認められた。昭和38年、笹寿司店主・笹山の体調不良で笹寿司を閉めることなり、竹原梅子の誘いを受け、梅子の店「竹もと」と合体し、「笹竹」として、お寿司と甘味が楽しめる店を梅子と営む。

### 明律大学の仲間たち

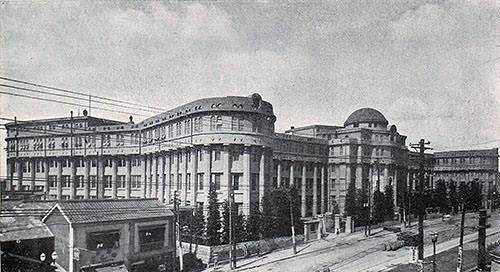
主人公のモデル・三淵嘉子が在学した明治大学・3代目記念館。作中ではワープステーション江戸のセットとCGによって記念館を模した建物が再現された。

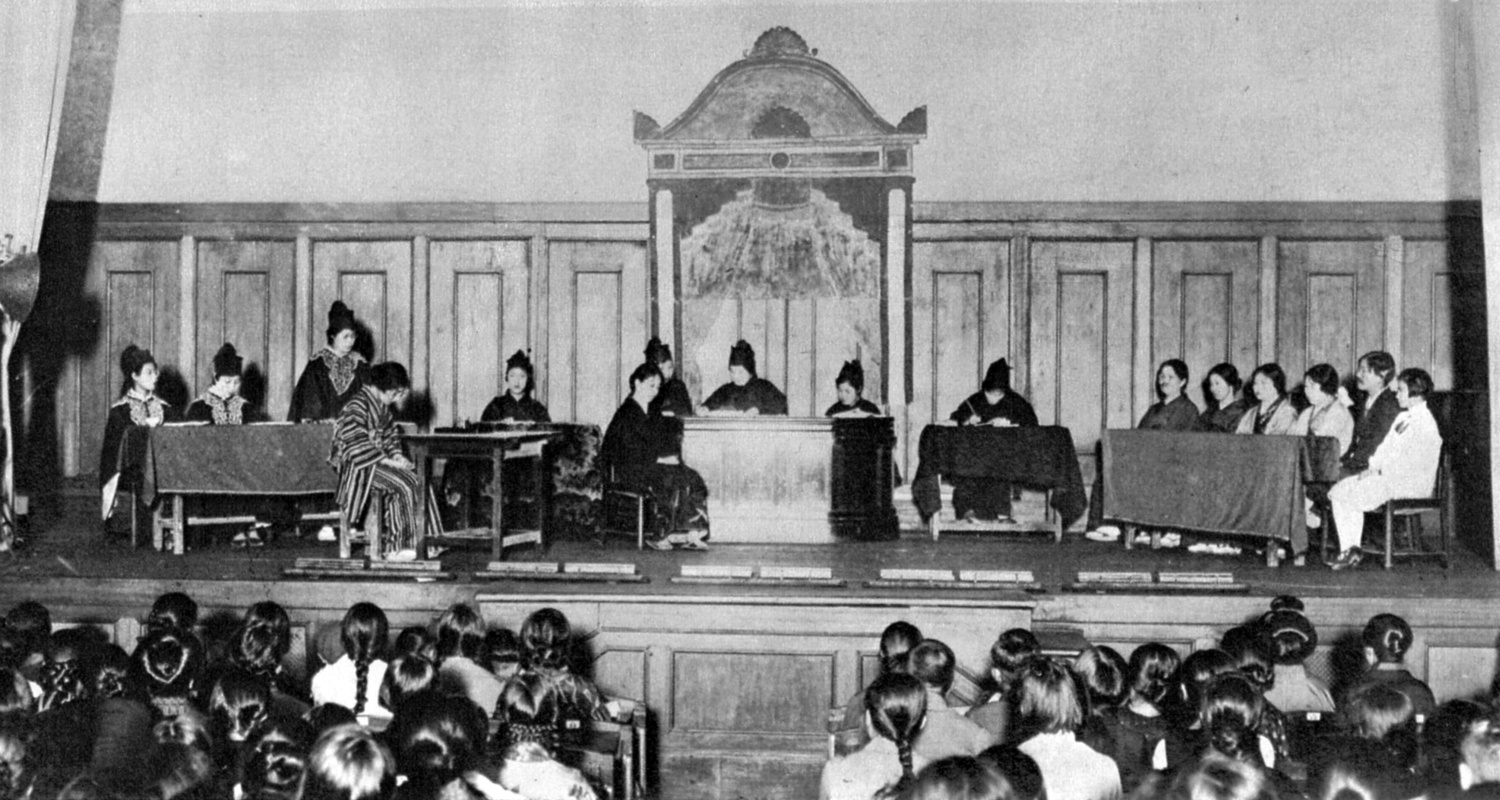
明治大学女子部の法廷劇

明律大学は、三淵が在学していた明治大学を参考にしている。

#### 女子部

##### 女子部二期生
山田よね（やまだ よね）
演 - 土居志央梨（少女時代：早瀬憩）
男装の女性。貧しい農家の次女として生まれる。
口癖は「アホか」、「クソ」。
姉の夏が15歳で東京の置屋に女郎として売られ、自分も売られそうになったために髪を切って家出。
夏の紹介で上野にある「カフェー燈台」で住み込みのボーイとして働き出すも、夏が稼いだ金を置屋に騙し取られていることが判明。客で弁護士でもある緒方が「訴えるぞ」と脅して金を取り返してくれたが、夏は置屋を追い出されて男と出奔し、そのままよねとは絶縁状態になった。
新聞で女子部設立の記事を見て、「舐め腐った奴らを叩きのめす力が欲しい」と猛勉強して明律大学に入学した。同級生の誰とも群れたがらず、「時間の無駄」との考えから入学式も欠席する。
女子部卒業と大学進学を経て、高等試験では筆記試験は合格するも、口頭試験で二度落ち、寅子の勤める「雲野法律事務所」で助手として働く。
寅子とは表立って打ち解けた様子ではなかったが、花岡悟が婚約した時に「どうせお前など、あいつと到底釣り合わない」と言い放つなど、寅子のことを認めていた。しかし、戦時中に優三と結婚した寅子の妊娠を穂高と雲野たちの会話で知り、寅子に激高する。寅子とは戦後に再会した後もしばらくは和解していなかった。
戦局の悪化に伴い法律事務所を解雇された後、東京大空襲でオーナーの増野が焼死し、彼女も右腕に火傷を負った。終戦後は「カフェー燈台」に一人残り、法律相談の真似事をする日々を送っていた。
戦地から復員した轟太一を偶然見つけ、再起させると共同で「轟法律事務所」を立ち上げる。その後、昭和30年に司法修習を終え、事務所名を「山田轟法律事務所」に改めた上で弁護士活動を始める（ちなみに山田と轟のどちらの名前を先にするかは、じゃんけんで決めたとのこと）。以来、後述の原爆裁判や尊属殺人の裁判を轟と共に活動することになった。
昭和30年、かつての上司である雲野から「原爆裁判」の原告弁護の協力を求められ、受諾。雲野亡きあとは元同僚の岩居と共同で裁判に臨んだ。
斧ヶ岳寛子から、父親を殺して尊属殺人の罪を問われている娘・美位子の弁護を依頼され訴訟を起こした。昭和48年4月の大法廷で、美位子に「懲役2年6ヶ月、執行猶予3年」を言い渡されたのと同時に、「尊属殺に関する刑法200条は、普通殺に関する刑法199条の法定刑に比べて著しく差別的であり、憲法14条1項に違反している」と認められ、よね側が勝訴した。
「山田轟法律事務所」の壁面（後にホワイトボード）には、よねの長年の悲願であった男女平等を保証する日本国憲法第14条第1項の条文が大きく書かれている。
桜川涼子（さくらがわ りょうこ）
演 - 桜井ユキ
桜川侑次郎男爵の一人娘。
華族令嬢として雑誌にたびたび取り上げられ、女子の憧れの的になっているが、家庭は崩壊気味。
お付きの玉を伴って行動している。
海外留学経験もあって英語が得意。
昭和13年の高等試験直前に父の出奔により、男爵家存続のために婿を取らざるを得なくなり、高等試験受験を断念する。そこで有馬男爵家の子息である胤頼（たねより）と結婚するも、戦後に離婚する。
戦後、日本国憲法第14条に伴う、華族制度廃止により桜川家は多額の借金を抱えて没落してしまう。
新潟の桜川家別荘を売却して得た金銭の残りで、新潟地裁横の店舗を購入する。そこで玉と共に喫茶「ライトハウス」を経営しており、夜には店舗内で高校生向けの塾を開いている。のちに、もう一店舗経営している。
司法試験を合格した大学同期の崔香淑に即発され、昭和46年夏に司法試験を受験するために玉と上京し、星家で寅子ら大学の同期たちと勉強した。努力の結果、同年冬に合格したが、「強いて言うなら、世の中への私なりの股間の蹴り上げ方かしら」と言い、弁護士になるかどうかの選択肢を自身の手の中に残して、司法修習は受けなかった。今後は、司法試験を目指す若者に法律を教える場を作りたいことを語った。
大庭梅子（おおば うめこ）→ 竹原梅子（たけはら うめこ）
演 - 平岩紙
二期生で一番年上。おっとりした話し方をする。おにぎりが得意で、昼休みに学生たちにふるまっている。
夫・大庭徹男は弁護士で3人の子がいる。
良妻賢母として、夫が妾を持つのも長男が姑に取り上げられるのも我慢していたが、成長した長男・徹太が夫そっくりの顔つきと言動で自分を見下すようになったことに気が付く。
下の子の親権を取って離婚するために、女子部に来たことを寅子たちの前で告白する。
昭和13年の高等試験が近づく中、徹男から離婚届を突き付けられ、三男・光三郎を連れて家を出る。しかし、10日もせずに「光三郎と一緒に居て良い」との条件で連れ戻され、結局、離婚はしていない。
その後、昭和24年に徹男が亡くなるまでの10年間に及ぶ闘病の世話をする。
同年、徹男の死後の遺産相続をめぐる大庭家の揉めごとに巻き込まれ、光三郎と徹男の妾であった元山すみれとの交際発覚でついに心が折れ、相続放棄した上で大庭家を去る決断をする。
その後、「轟法律事務所」で暮らしながら、甘味処「竹もと」で働く。
主人と女将の老齢化に伴い、竹もとを継ぐため、約10年間餡子の修行を積み、昭和38年に味見監査の桂場に認めてもらったことで、和菓子職人として竹もとを継ぐことになった。そして、「笹寿司」で修業を積んでいた道男を誘い、まもなく閉店する笹寿司と合体し、お寿司と甘味が楽しめる店「笹竹」を共に営む。
崔香淑 （さい こうしゅく / チェ・ヒャンスク）→崔香淑 / 汐見香子（しおみ きょうこ）
演 - ハ・ヨンス
日本統治下の朝鮮からの留学生。日本語が堪能。
東京帝大で法律を学んだ兄・潤哲の勧めで、明律大学女子部に進学。当初は寅子たち女子部二期生からは「崔(さい)さん」、または[香淑(こうしゅく)さん」と名前の漢字の日本語読みで呼ばれていた。
1度目の高等試験には不合格となり、甘味処「竹もと」で働きながら合格を目指していた。
日本国内で出版社に勤める潤哲が、労働争議に加担した治安維持法違反の容疑で特高警察による取調べを受けたため、香淑自身もマークされてしまう。それにより、日本にいづらくなってしまい、昭和13年の2度目の高等試験受験前に帰国。
帰国直前に、寅子・よね・涼子・梅子・玉と共に思い出作りに海辺へ行った際、自分の名前の朝鮮語での読み方を明かし、それ以降は「ヒャンちゃん」と呼ばれるようになった(涼子が考えたニックネームである)。
帰国後、朝鮮で汐見圭（後述）と多岐川幸四郎と知り合う。汐見と惹かれ合うが、反対する実家からの勘当を受け、引き揚げで帰国する汐見と来日した。
日本に渡って汐見と結婚。日本名の汐見香子を名乗ったあとは、夫の汐見と共に多岐川の自宅で世話になる。
寅子と自宅で再会した時には、よそよそしい態度を取っていたものの、寅子が新潟に異動する際には「崔香淑」を捨て、「汐見香子」として日本で生きていく決意を明かした。
昭和24年春、汐見との間に長女・薫を出産する。
昭和27年、寅子の依頼で三條の寅子の家に汐見と共に訪問し、放火事件の被告の手紙の翻訳を検証している。
一度断念した法曹界が諦め切れず、司法試験に合格し、昭和43年に司法修習を終える。
その後は、広島や長崎の原爆被害のあった朝鮮や中国、台湾の人々の救済に当たることになり、続けて汐見家総出で弁護士事務所を立ち上げることになる。
笠松まつ（かさまつ まつ）
演 - うらじぬの
寅子の同級生。
荒木りえ子（あらき りえこ）
演 - 太田いず帆
寅子の同級生。
井田佐和子（いだ さわこ）
演 - 榊原有那
寅子の同級生。
沢田礼子（さわだ れいこ）
演 - 高橋ユキノ
寅子の同級生。
工藤ナミ（くどう ナミ）
演 - 中山由紀
寅子の同級生。
林美恩（はやし みおん）
演 - ミチ
寅子の同級生。
戸川あき（とがわ あき）
演 - 祖父江莉奈
寅子の同級生。
石山桃子（いしやま ももこ）
演 - 平山咲彩
寅子の同級生。
夏目京子（なつめ きょうこ）
演 - 光藤えり
寅子の同級生。
佐野光子（さの みつこ）
演 - 山﨑翠佳
寅子の同級生。

##### 女子部一期生
久保田聡子（くぼた さとこ）
演 - 小林涼子
明律大学における寅子の先輩。女子部一期生のリーダー的存在でもある。
とっつきにくそうな話し方をする。
寅子・中山と共に昭和13年の高等試験に合格。司法修習は錦田力太郎のもとで行っていた。
司法修習を終えた後、弁護士となる。夫の地元である鳥取への移住を機に、仕事と家事の両立の難しさに一度は弁護士を辞めようと考えるも、移住後も弁護士を続けている。
中山千春（なかやま ちはる）
演 - 安藤輪子
久保田と同じ女子部一期生。
人当たりが柔らかいが、涙もろくてすぐに泣く。
寅子・久保田と共に高等試験に合格。司法修習後に弁護士となったが、家庭の事情により、数年で退職。
昭和30年の寅子と航一の再婚祝いに駆けつけ、女子部の仲間達と轟が集まった際、夫の支持も得て、検事になっていることを告白した。
第108回で、寅子が提出しようとする女性法曹に取り巻く環境についての意見書に添付する署名を久保田、涼子の署名も含め持参した。
その後も、女性法曹の会にも出席している。
高田尚子（たかだ なおこ）
演 - 浅見姫香
久保田や中山と同じ女子部一期生。
昭和8年時点では、既に女子部を去っている。
菊田千鶴子（きくた ちづこ）
演 - 綾乃彩
久保田や中山と同じ女子部一期生。
昭和8年時点では、既に女子部を去っている。
鈴木博子（すずき ひろこ）
演 - 江守沙矢
久保田や中山と同じ女子部一期生。
昭和8年時点では、既に女子部を去っている。
大木（おおき）
演 - 佐々木史帆
久保田や中山と同じ女子部一期生。
昭和8年時点では、既に女子部を去っている。
馬場トキ子（ばば トキこ）
演 - 山本優貴
久保田や中山と同じ女子部一期生。
昭和8年時点では、既に女子部を去っている。

##### 女子部三期生
小泉由紀子（こいずみ ゆきこ）
演 - 福室莉音
寅子の後輩。女子部三期生。
昭和18年、明律大学女子部の閉鎖が決定したことを寅子に伝えに来る。
第108回で再登場。高等試験に合格していて、弁護士事務所に勤務している。
寅子が提出しようとする女性法曹に取り巻く環境についての意見書に添付する署名を持参した。

##### 女子部四期生
山下（やました）
演 - おぎのさな
寅子たちの法廷劇を母親と共に見ていた女学生。後に女子部に入学している。
第108回で再登場。高等試験に合格していて、家裁調査官になっている。
寅子が提出しようとする女性法曹に取り巻く環境についての意見書に添付する署名を持参した。

#### 本科
轟太一（とどろき たいち）
演 - 戸塚純貴
男子学生。佐賀出身。男らしさにこだわる。
寅子たち女子とは距離を置いていたが、女を見下す態度を取る花岡に怒り、退院の日に「あの人たちを好きになった」と説得。梅子への謝罪を見守った。
昭和13年の高等試験で合格。錦田のもとで修習し、寅子とよねと同じ弁護士の道を歩むが、戦時中、召集令状を受け出征する。
昭和21年7月、戦地からの帰還後に花岡の餓死を新聞で知る。自暴自棄になって酔い潰れたときに、通りかかりのよねと再会する。よねとお互い苦しい心情を吐露し合い、よねからの誘いを受け、新しく「轟法律事務所」を共同で開く。
よねが弁護士になった際、事務所名を「山田轟法律事務所」に改めた。
同性の遠藤時雄（後述）と交際している。
花岡悟（はなおか さとる）
演 - 岩田剛典
男子学生。轟と同郷。
父は法曹関係者、母は早くに亡くしている。
当初は寅子たちに紳士的に接するが、ハイキングで寅子と口論になり、「どこまで特別扱いを望むんだ」と本音を吐いた。その際、足を滑らせて崖から転落した。退院後、帝大を出て弁護士になるつもりだったが思うようにならず、女子部を内心妬んでいたことを梅子に打ち明けて謝罪。寅子とも和解し、寅子の初恋の男性となった。
昭和12年の高等試験には、一発で合格する。昭和14年には、修習生を終えて裁判官試験に合格し、佐賀地裁に赴任することとなる。そのため、寅子の恋心を知りながらあえて同郷の小高奈津子との結婚を決め、奈津子を伴って佐賀に帰郷する。
奈津子との間に子供が2人（長女と長男）いる。終戦後は東京地裁に戻り、判事として主に食糧管理法違反の事件を担当するが、法で人を裁く判事の立場から闇物資を食べることを拒否し続けた結果、昭和22年10月に栄養失調で死去した。この事件は、当時の法曹界のみならず世間にも大きな衝撃を与え、内心彼に恋心を抱いていた寅子にも暗い陰を落とした。
小橋浩之（こはし ひろゆき）
演 - 名村辰
男子学生。女子部の学生たちに対して、執拗に「魔女部」などと罵声を浴びせる。
女子部の法廷劇を妨害した際には、怒りを買ったよねに股間を蹴り上げられた。
太平洋戦争を生き延び、司法省民事局民法調査室に勤務。昭和22年に同じく勤務することとなった寅子と再会する。
家庭裁判所立ち上げの際には、寅子とともに家庭裁判所設立準備室に配属され、設立に尽力した。
その後、東京家庭裁判所の裁判官になった。
久藤頼安からは「ハーシー」、ナレーションでは「失礼垂れ流し野郎」と呼ばれる。
上向きにピンと立った前髪のはね毛を強調した演出もあり、「発芽玄米」という愛称も出演者（寅子役の伊藤・小橋役の名村）や視聴者の間で多く用いられている。
昭和45年6月時点では、鹿児島家裁所長になっている。
稲垣雄二（いながき ゆうじ）
演 - 松川尚瑠輝
男子学生。小橋とつるんで女子を見下していた。
昭和12年の高等試験では、花岡と共に合格する。
戦後、家庭裁判所設立準備室に配属され、設立に尽力する。
その後、東京家庭裁判所の少年部部長になった。
妻と娘がいる。
昭和45年6月時点では、岡山家裁所長になっている。
男子学生
演 - 草野大成
男子学生。
小橋と共に女子部の学生たちに嫌がらせをする。
小田耕三郎（おだ こうざぶろう）
演 - 吉田健悟
男子学生。
小橋と共に女子部の学生たちに嫌がらせをする。

### 明律大学の教員
穂高重親（ほだか しげちか）
演 - 小林薫
高名な法学者。直言の恩師であり、寅子にとっても生涯の恩師となった人物。
徹底した男尊女卑の法制度が支配していた戦前の日本にあって、男女平等の社会の実現を訴え、女子教育にも深い理解を示していたリベラルな思想の持ち主。明律大学に女子部を立ち上げたほか、寅子の才能を見抜き、女子部への入学を勧めた。
「共亜事件」では、花岡の助言で直言の弁護人を買って出る。
法律を通して女性の権利獲得や、社会進出を応援する立場にあるが、その進め方は穏健。積極的に進めようとする寅子との間に、次第にわだかまりが生じる。
太平洋戦争終了後、日本国憲法が公布されたのちは、民法改正審議会の委員となる。
晩年は最高裁判所判事に就任。尊属殺裁判で大法廷の判事のほとんどが尊属殺重罰規定を合憲とする中、違憲の反対意見を示す。
昭和26年、入院先の帝大病院で心臓筋肉変形症（心筋症）により、74歳で亡くなる。
なお、尊属殺重罰規定は前述の通り、死後の昭和48年4月の大法廷判決で正式に違憲と認められた。
明律大学学長
演 - 久保酎吉
女子部で行われた法廷劇が騒動に発展したため、寅子を含め女子部の学生に「女性らしい振舞いをするように」と注意する。
総務部長
演 - 津村知与支
明律大学の教員。
おじいさん講師
演 - 五頭岳夫
法学を淡々と教え、眠気を誘ってしまう。
憲法の先生
演 - 才勝
哲学の先生
演 - 石坂史朗

### 米谷家の人々
米谷信子（よねたに のぶこ）
演 - 赤間麻里子
花江の母。
花江たちの結婚準備のために猪爪家を訪れる。
昭和20年3月の東京大空襲で亡くなる。
米谷真一（よねたに しんいち）
演 - 横堀悦夫
花江の父。
妻・信子と共に、花江たちの結婚準備のために猪爪家を訪れる。
信子と同じく、昭和20年3月の東京大空襲で亡くなる。
稲（いね）
演 - 田中真弓
米谷家で働く女中。
猪爪家に結婚準備で訪れた時、花江と寅子を温かく見守った。
戦時中に女中を辞め、姪らが住む故郷の新潟に帰郷する。
新潟編で再登場。花江からの依頼で寅子が新潟地裁本庁に出勤する日に佐田家の家事を手伝う。さらに、寅子からの依頼で佐田家以外の週二日は喫茶店「ライトハウス」も手伝うようになる。
寅子らに見守られる中、昭和30年初頭に亡くなる。

### 星家の人々
星航一（ほし こういち）
演 - 岡田将生
最高裁判所の初代長官の星朋彦（後述）の息子で、同じく裁判官。口癖は「なるほど」。
前妻・照子を亡くしている。照子との間には、長男・朋一と長女・のどかがいる。
横浜地裁判事在任中に、父からの依頼で寅子と父の著作の改稿作業を行った。
昭和26年からは、新潟地方裁判所本所へ異動し、寅子の配属された三條支部へも仕事で度々足を運ぶ。
昭和15年ごろ、総力戦研究所に召集され、日米戦争の展開を机上演習の結果、日本敗戦を予測したものの、政府・統帥部関係者に却下される。開戦を止められなかったことに深い悔恨を抱いている。
寅子が三條支部に異動して以来、互いに心を通わせるようになり、趣味の麻雀を教えることも相まって、「永遠を誓わない、だらしのない愛」を提案し交際に発展していった。
昭和30年、最高裁判所調査官に任ぜられ、東京に戻る。
同年、寅子にプロポーズして再婚することになった際、法律婚による改姓について悩んでいた寅子に「夫婦のようなもの」として改姓する必要がない事実婚を提案し、それに寅子も受け入れた。8月28日、事実婚の相続権対策のため、お互いに財産を譲る主旨を書き残した遺言書を取り交わして、晴れて再婚した。
寅子と死別して15年後の平成11年には、家族に縛られず静かに人生を楽しみたいとの理由で老人ホームへ入居しており、時折、星家に帰ってくる。没後の寅子とは会話が出来る。
星照子（ほし てるこ）
演 - 安田聖愛
航一の亡き妻。戦時中に亡くなっている。
星百合（ほし ゆり）
演 - 余貴美子
朋彦の後妻。航一の継母。
しとやかでおっとりしている。星家の家事を一手に引き受け、星家を守っている。
前夫との間に子供ができなかったため、役立たずと罵られて三行半を叩きつけられた。朋彦と再婚したことで出来た新たな家族を家事や育児をして支えることが誇りであり生き甲斐となる。
優未を可愛がっており、血縁はないながらも「おばあちゃん」と呼ばれて懐かれている。
昭和34年ごろからは痴呆症の症状が出始める。痴呆症を患ってからは、家族と家政婦の吉本に介護してもらう日々を送る。
徐々に症状が進行し、家族に見守られる中、昭和40年に穏やかに死去する。
星朋一（ほし ともかず）
演 - 井上祐貴
航一と照子の長男。
成績優秀で手先が器用。航一からは「斜に構えすぎ」だと見られている。時折、ムキになって怒りを露わにしたり無理をしすぎるなど、子供っぽい一面を見せる。
大学で法律の勉強をしたのち、無事に司法試験に合格。司法修習を経て、長崎地方裁判所の判事補となった。
真紀との結婚後、長男・朋成を授かった。
最高裁判所事務総局に配属されると汐見の部下となり、上司の汐見からは仕事ぶりを評価される。
昭和46年春、桂場から「勉強会」への参加を理由に左遷同然に東京家庭裁判所少年部への異動を命じられ、寅子の部下になる。少年法改正の件で寅子に率直な意見を述べている。
同年冬、妻・真紀から離婚を切り出された中、裁判官を退職し、家具職人を目指すため、知り合いのツテに頼って修行で岐阜に行った。
その後、家具職人となる。真紀とは離婚したが仲が良く、交流を続けている。
星のどか（ほし のどか）→ 吉川のどか（よしかわ のどか）
演 - 尾碕真花
航一と照子の長女。
表向きは明るく振る舞うが、捻くれた一面を見せる。
趣味は芸術。
昭和31年春、明律大学の英文科に入学し、寅子の後輩になった。本人は芸術大学に進学希望だったが、周囲の反対で断念。
同年秋、「芸術家たちの集会」に参加していたために警察に補導され、帰宅後、家族にこれまで思ってきた家族への本心や寅子と優未に対する嫉妬の思いを泣きながら訴える。このことをきっかけに、父の航一や寅子、優未との間の蟠りが少しずつ解けていく。
大学卒業後は銀行に就職する。
昭和45年、交際していた芸術家の吉川誠也と結婚する。
星真紀（ほし まき）
演 - 藤丸千
朋一の妻。
朋一に離婚を切り出して離婚したが、離婚後も朋一と交流を続けている。
星朋成 （ほし ともなり）
演 - 矢口蒼
朋一と真紀の長男。
吉本（よしもと）
演 - 山野海
星家の家政婦。
家事を教えてもらうとの口実で、痴呆症を患う百合の世話をする。
吉川誠也（よしかわ せいや）
演 - 松澤匠
のどかの恋人。芸術家。航一の度肝を抜く見た目であった。
交際していたのどかと挨拶で星家に訪れる。のどかの思いに対し、自身なりの解釈で返答。その場でのどかにプロポーズした。
昭和45年、のどかと結婚した。
自身の作品が展示する個展をニューヨークで開かれることになった。

### 山田よねの関係者と家族
増野（ますの）
演 - 平山祐介
よねが住み込みで働く「カフェー燈台」のオーナー。男装のよねをボーイとして雇っていた。
よねとともに上野に残り、東京大空襲を経験するが、よねと轟との会話から同空襲で焼死したことが明かされた。
緒方（おがた）
演 - 戸田昌宏
「カフェー燈台」の客で弁護士。
姉がだまし取られた給料の返還に悩むよねにすりより、弁護を申し出る。訴えると脅して置屋から金を巻き上げ、一部を手数料として懐に入れた。
夏（なつ）
演 - 原愛音
よねの姉。
父に殴られる妹・よねを庇う優しい姉だったが、貧しさのために父から女郎屋に身売りされた。
家出したよねが、カフェーのボーイになれるよう口利きする。
長らく置屋から稼いだ金を騙し取られていた。よねと緒方によって金は取り返したが、置屋を追い出され、転職もできず、男と出奔して音信不通になった。
よねの父
演 - 佐藤誠
口答えするよねに虐待を加え、貧しさのために娘たちを女郎屋に身売りした。

### 桜川家の人々
桜川寿子（さくらがわ ひさこ）
演 - 筒井真理子
涼子の母。
自分が婿（夫）の侑次郎を迎えて桜川家を守ったように、娘の涼子にもそうしてほしいと願っている。
いつも酒を手にし、侑次郎が家出したときにも手放せない状態であった。
戦時中、東京大空襲の少し前に病没。涼子の後継ぎの誕生を最期まで望んでいた。
桜川侑次郎（さくらがわ ゆうじろう）
演 - 中村育二
男爵。涼子の父。
入婿であり、妻の寿子に頭が上がらない。
「共亜事件」の際に陰ながら協力するなど、関係は悪くないが、基本的に子育ては放任主義。
昭和13年、芸者と駆け落ちして桜川家を出る。
玉（たま）
演 - 羽瀬川なぎ
桜川家のお付き。寅子たちとも親しくなる。
大空襲によって腰を強打し、車椅子生活を余儀なくされた。
その後は、涼子と共に新潟市で「ライトハウス」を経営しているが、介護を担ってくれる涼子にとって自分が重荷であると感じ、その心中を寅子に吐露。寅子に促され涼子と互いに本音で話し合い、対等な親友となる。
岸田（きしだ）
演 - 奥田洋平
桜川家の執事。
涼子の監視に、猪爪家まで来たことがある。
東京大空襲によって命を落とす。
女中
演 - 志武明日香
桜川家の女中。

### 大庭家の人々
大庭徹男（おおば てつお）
演 - 飯田基祐
梅子の夫。すみれの愛人。弁護士。
妻の梅子を見下しており、謙遜するために梅子を人前でも平気でけなす。穂高から特別講師として招かれても、梅子を下げながら授業を行い、寅子たちの反感を買った。
梅子の2回目の高等試験受験の際に離婚届を突きつけたが、梅子が連れ戻された直後に病に倒れる。
昭和24年、10年もの闘病の末に死去。
大庭徹太（おおば てった）
演 - 見津賢
梅子と徹男の長男。
寅子と出会った当時は、帝国大学在学中であり、大学卒業後に父と同じく弁護士となる。
父・徹男と同じく母・梅子を見下していた。
徹男の死後は、梅子や弟たちに相続放棄を求めた。
大庭徹次（おおば てつじ）
演 - 堀家一希
梅子と徹男の二男。
戦地で負傷し、復員後は何年も社会復帰できないでいる。
梅子との家出に同行することを拒否していた。
相続協議の際には、梅子一人に持分放棄を求め、協議がこじれる原因を作った。
大庭光三郎（おおば こうさぶろう）
演 - 本田響矢（幼少期：石塚陸翔）
梅子と徹男の三男。大学で法律を学ぶ。
梅子の唯一の望みであり、寅子たちとのハイキングにも同行していて、また梅子の家出にも同行している。
相続協議には梅子だけでなく、祖母・常の面倒も見ると言っていたが、すみれとの交際が発覚し、梅子が大庭家を出る原因になる。
大庭常（おおば つね）
演 - 鷲尾真知子
梅子の姑。徹男の母。徹太、徹次、光三郎の祖母。
嫁の梅子に厳しく当たっていた。
遺産相続については、孫の徹太に全てを相続させる意向ではあったが、徹太の妻・静子と不仲だったため、孫の光三郎に持分を多くするように求めた。
大庭静子（おおば しずこ）
演 - 於保佐代子
徹太の妻。大姑・常と不仲。
「長男の嫁」との思いは強い。
元山すみれ（もとやま すみれ）
演 - 武田梨奈
徹男の妾。
徹男が残した遺言書を理由に、大庭家の遺産をすべて相続する権利を主張したことで相続問題へ発展。しかし、轟の調査で遺言書が偽造のものと判明する。
その後、光三郎との交際が発覚し、大庭家で騒動になる。

### 崔香淑/汐見香子の関係者と家族
崔潤哲（さい じゅんてつ / チェ・ユンチョル）
演 - ユン・ソンモ
香淑の兄。
朝鮮総督府の支援の下、東京帝大で法律を学び、日本国内の出版社に勤めていて、妹・香淑に明律大学女子部で法律を学ぶように勧めた。
出版社の同僚が、体制批判の集会に参加した治安維持法違反容疑で逮捕された際、潤哲も特高警察に連行される。すぐに釈放されるものの、日本に居辛くなり朝鮮に帰る。その際に、香淑にも帰国を促した。
その後、逮捕されたことが汐見と寅子との会話で明らかになる。この事件の予審判事を務めたのが多岐川であり、潤哲は罪に問われなかった。
昭和45年に姪・薫が多岐川に頼んで潤哲に連絡を取り、多岐川・汐見家に訪れ、長らく会っていなかった香淑と再会した。
昭和45年時点では、韓国に暮らしていることが明かされた。
汐見薫（しおみ かおる）
演 - 池田朱那（幼少期：小林叶芽）
汐見香子（崔香淑）と汐見圭の長女。昭和24年生まれ。
両親に反発していた中、大学在学中の昭和43年、母・香淑（香子）が自身が朝鮮人であることと、「香子」は日本名であることを薫にカミングアウトした。
学生運動に没頭する中、東大安田講堂事件で逮捕される。
母が朝鮮人であることを恋人に明かすと、結婚まで考えられないと言われ、別れる。この話を香淑と寅子に話したことをきっかけに、両親と和解する。
豊野
演 - 今里真
潤哲に思想犯の疑いをかける特別高等警察。
馬場
演 - 町田悠宇
潤哲に思想犯の疑いをかける特別高等警察。
文芸誌編集者
演 - キム・セイル、鈴木良
潤哲の同僚。
ヤマモト
演 - 丸山優子
多岐川・汐見家の隣人。

### 轟太一、花岡悟の関係者と家族
小高奈津子（おだか なつこ） → 花岡奈津子（はなおか なつこ）
演 - 古畑奈和
花岡の妻。初めは婚約者として紹介された。
佐賀で花岡と結婚し、子供二人に恵まれる。
戦後、花岡を栄養失調で失い、チャリティー企画で美術展を開いて自らの作品を展示した。
寅子とは、桂場を通じて再会。花岡の苦しみに気づかなかったことを謝罪する寅子に、「（寅子が分けてくれた）チョコレート半分のおかげで、久しぶりに家族が笑顔になれた」と感謝を述べる。
家庭裁判所開設に際し、寅子が手渡したチョコレートを分け合う大人と子どもの手を描いた絵画が飾られた。
遠藤時雄（えんどう ときお）
演 - 和田正人
轟の恋人で、出版社で編集をしている男性。
友人の付き添いで轟法律事務所に訪問したのがきっかけで轟と出会う。
その後、轟から告白を受けて交際する。
秋田（あきた）
演 - 水越とものり
轟の友人で、同性の千葉と交際している。
千葉（ちば）
演 - ニクまろ
轟の友人。秋田との思いに悩み、轟の弁護で妻と離婚した。
山田（やまだ）
演 - 中村中
轟の友人で上野のバーのママ。性転換手術を受けた（トランスジェンダーの）女性。
優未に自分の性別の証明について問うた。

### 法を学ぶ寅子が出会う人々
桂場等一郎（かつらば とういちろう）
演 - 松山ケンイチ
裁判官。穂高に代わって教鞭を取っていた際、寅子と知り合う。
裁判官としては敏腕だが、穂高とは正反対に保守的な考えの持ち主。男女平等の社会を提言する穂高の思想を「非現実的」「時期尚早」と切り捨て、寅子たち女性を露骨に差別する。その態度は終戦後、男女平等の日本国憲法が実現してからも変わることはないが、それは女性を見下していると言うよりも、弁護士や裁判官の過酷な仕事を女性の出産や育児と両立させることは不可能に近いという考え方に基づいている。
「共亜事件」では担当裁判官の一人となり、全員無罪の判決文を書いた。それにより共亜事件の黒幕である大物政治家から睨まれ、出世街道から一度外されるものの、その政治家が失脚した終戦後には司法省の人事課長、昭和23年に初代最高裁判所人事課長、昭和30年に寅子が東京地方裁判所に転任の際に東京地方裁判所長となっている。
昭和44年1月、第5代最高裁長官に就任する。
昭和48年5月、定年で最高裁長官を退任した。
非常にプライドが高く、頑固で気難しい反面、甘い物（特に餡子）が好きで、甘味処「竹もと」（後に「笹竹」、後述）の常連でもある。また、異様に酒癖が悪いという一面も発覚している。
笹山（ささやま）
演 - 田中要次
寿司職人で「笹寿司」の主人。
傍聴マニアで、史上初の女性弁護士の一人になった寅子を応援している。
戦時下で食材が手に入りにくくなり、寅子が弁護を担当する初の法廷を見届けると、店を畳んで田舎に帰った。
戦後、再度東京で寿司店を始め、家庭裁判所にて寅子と十数年振りに再会する。審判で不処分となった道男を引き取り、自分の店に住み込みで雇う。
昭和38年には、ほとんど歩けなくなっており、笹寿司を閉めた。
竹中次郎（たけなか じろう）
演 - 高橋努
新聞記者。寅子を「お嬢ちゃん」と呼ぶ。
ゴシップのネタになることを常に探しており、弁護士を目指す寅子の中傷記事を書いたが、「共亜事件」の際には証拠を探す寅子を襲った暴漢を追い払い、「首を突っ込むな」と忠告した。
日本初の女性弁護士となった寅子の記事を唯一扱った。
昭和26年にフリーの記者として、猪爪家の協力を得て寅子に雑誌取材を行う。
雲野の依頼があり、昭和35年から始まった「原爆裁判」を初回から傍聴し、雑誌の記事を執筆した。

### 雲野法律事務所
雲野六郎（うんの ろくろう）
演 - 塚地武雅
寅子が弁護士として最初に勤務した「雲野法律事務所」代表。
好物はおにぎり。お人よしな性格で、貧しい人々からの依頼を次々にタダ同然で引き受けてしまうため、正直、経営は苦しい。
「共亜事件」では、穂高と共に弁護人を務めた。
戦後に再雇用を願い出ようとした寅子だったが、変わらずの経営状況だったために断念する。
昭和30年に「原爆裁判」の訴状を提出し、よねと轟に弁護の協力を求める。
昭和34年11月、「原爆裁判」の準備手続きを終えたころ、山田轟法律事務所で好物のおにぎりを持ったまま倒れ、急死する。
岩居（いわい）
演 - 趙珉和
「雲野法律事務所」弁護士。
雲野を慕っており、原爆裁判の際でも雲野と共に行動する。
常盤（ときわ）
演 - ぼくもとさきこ
「雲野法律事務所」事務員。

### 法律に関わる人々

#### 最高裁判所
登場人物の所属は、昭和24年の家庭裁判所設立時を基準とする。

##### 秘書課長
久藤頼安（くどう よりやす）
演 - 沢村一樹
桂場の同僚で、性格は桂場と対照的にフレンドリー。
裁判官を目指す寅子が司法省で採用されるよう力を貸し、同省民事局民法調査室で上司となる。
戦前にアメリカの裁判所を視察した経験からか、アメリカかぶれの性格。自分を「ライアン」、寅子を「サディー」と呼ぶなど、周囲からは変わり者扱いされている。寅子の第一印象は「うさんくさい」。
久藤藩藩主の末裔で、世が世なら殿様の身分だったことから、小橋や多岐川などからは「殿様判事」と呼ばれている。
人脈が広く、旧知の仲である人気歌手・茨田りつ子の出演という形で、「愛のコンサート」成功に貢献した。
昭和23年に初代最高裁判所秘書課長に、昭和30年に寅子が東京地方裁判所に転任の際には、司法研修所所長となっており、よねの司法修習を担当した旨が語られている。昭和44年1月時点では、東京家庭裁判所の所長になっている。

##### 家庭裁判所設立準備室 → 家庭局
多岐川幸四郎（たきがわ こうしろう）
演 - 滝藤賢一
家庭裁判所設立準備室における寅子の上司。
寅子や汐見とともに、家庭裁判所設立に奔走する。
勤務中にスルメを炙って飲酒する、突如、激怒するなど変わり者として知られる。
趣味は滝行。
初登場時に、ナレーションからは「チョビ髭」と呼ばれ、久藤からのあだ名は「タッキー」。
自身が死刑判決を下し、実際に執行される様子を見てから、凶悪事件を担当しなくなった過去がある。
戦時中は、汐見と朝鮮へ渡っていた。
家庭裁判所設立後は、最高裁判所家庭局局長、昭和30年の寅子が東京地方裁判所に転任の際には、東京家庭裁判所長となっている。
昭和43年に癌の治療のため、入院して休職する。一度は快調になり退院するも、その後は自宅で寝たきりになり、昭和45年に亡くなる。
汐見圭（しおみ けい） 
演 - 平埜生成
多岐川とともに、家庭裁判所設立に奔走する。
優しい人柄で、破天荒な多岐川をしっかりとフォローしている。酒に弱い。
汐見香子（崔香淑）と結婚し、長女・薫の父となり、妻子ともども多岐川の世話になる。
家庭裁判所設立後は、最高裁判所家庭局課長となる。
その後、東京地裁民事第二十四部の裁判長になった。
原爆裁判の閉廷後は、最高裁判所事務総局事務次長として、司法行政事務を担当。
弁護士活動を始めた香子（香淑）を支えるため、裁判官を退職、弁護士に転身する。
その後、既に寅子らが出席していた法制審議会少年法部会に少年法の専門家の委員として参加。

##### 最高裁判所長官
星朋彦（ほし ともひこ）
演 - 平田満
航一の父。百合の後夫。初代最高裁判所長官。
司法界の頂点に立つ身分でありながらも、謙虚で威張らない温厚な人物。寅子にも好意的に接する。
前妻を亡くしており、百合と再婚している。
寅子の判事補登用の辞令を自ら伝えたほか、戦前に著した自身の著作『日常生活と民法』の改稿作業を息子の航一と寅子に依頼した。
穂高とも懇意の間柄で、亡くなる前に穂高を最高裁判所判事に推薦した。
昭和25年、『日常生活と民法』改訂版の刊行前に回盲部腫瘍のため70歳で死去する。
山本紘作（やまもと こうさく）
演 - 矢島健一
朋彦の後任の二代目最高裁判所長官。
寅子や多岐川と共に、家庭裁判所の広報活動の一環として、ラジオ番組に出演する。

#### 民法改正審議会委員
神保衛彦（じんぼう もりひこ）
演 - 木場勝己
帝国大学教授。民法改正審議会の委員でもある。桂場の恩師。
保守的な考えを持ち、民法改正において、家制度や戸主の廃止について強く反対する中、「直系血族及び同居の親族は、互いに扶け合わなければならない」という条文をねじ込んだ。
最高裁判所判事として、尊属殺重罰規定合憲判決を支持する。

#### 家庭裁判所
壇（だん）
演 - ドンペイ
少年審判所所長。家事審判所と合併して、家庭裁判所を設立することに強く反対する。
家庭裁判所発足後は、家庭裁判所少年部に所属。
浦野（うらの）
演 - 野添義弘
家事審判所所長。少年審判所と合併して、家庭裁判所を設立することに強く反対する。
家庭裁判所発足後は、家庭裁判所家事部に所属。
根本（ねもと）
演 - 清水伸
家庭裁判所の調停委員。
寅子と共に、大庭家の相続問題の解決策を探る。
長峰（ながみね）
演 - 福田温子
家庭裁判所の調停委員。
寅子と共に、大庭家の相続問題の解決策を探る。
音羽綾子（おとわ あやこ）
演 - 円井わん
東京家庭裁判所の調査官。
大学では児童心理学を学んだ。
冷静沈着。仲間意識が苦手だが、寅子らとの話し合いでは積極的に自身の意見を述べている。
昭和47年、駅の階段から同級生の少年を突き落とした疑いがある並木美雪の審判を担当する。
重山（しげやま）
演 - 大津尋葵
東京家裁職員。
平光（ひらこう）
演 - 川﨑珠莉
東京家裁職員。

#### 東京地方裁判所
漆間昭（うるま あきら）
演 - 井上拓哉
東京地裁民事第二十四部に所属の裁判官。
仕事に対して真面目に取り組む青年。
初対面の寅子に自己紹介をする際、汐見と話すことに夢中になっていた寅子に咳払いをした。
昭和38年11月、原爆裁判の判決の草案を書き上げた。
秋山真理子（あきやま まりこ）
演 - 渡邉美穂
昭和30年、東京地裁民事第二十四部に所属し、判事補になった。
よねとは司法修習の同期。
物事をはっきりと言う性格。寅子に懐いている。
昭和31年に妊娠が発覚し、産休に入る際、今後のキャリアについて葛藤する。このことで寅子は、女性法曹に取り巻く環境についての意見書を最高裁判所事務総局に提出するきっかけになった。

### 猪爪家の近所の人々
三河屋
演 - きづき
猪爪家の近所で酒屋を営む。
伊藤一二三
演 - 志賀圭二郎
猪爪家の近所に住む老人。山根からは「ご隠居」と呼ばれる。
寅子が明律大学女子部に入学した際には、陰口を叩いていたが、弁護士になると手のひらを返して「昔から利発そうな子だと思っていた」と褒め称える。
山根初代
演 - 水木薫
猪爪家の近所に住む老女。
寅子の見合いの世話を焼くなど、付き合いがある。

### 甘味処「竹もと」→「笹竹」
店主
演 - 仲義代
寅子の行きつけである甘味処「竹もと」の店主。
戦時中に一度閉店を余儀なくされ、戦後は女将とともに屋台でふかし芋を売り始めた。
昭和24年時点で、以前よりも小さいながらも店を構えて営業を再開。また、久しぶりに店を訪れた梅子を女将とともに歓迎して雇う。
昭和38年、梅子が竹もとを引き継ぐことなり、店主を引退する。
女将
演 - 中原三千代
寅子の行きつけの甘味処「竹もと」の女将。
昭和38年、梅子の竹もとの引き継ぎに伴い、店主と共に女将を引退する。
古林大五郎（ふるばやし だいごろう）
演 - 増田怜雄
笹竹の見習い。
家庭裁判所の補導委託先となった笹竹で、道男が引き受けた少年。笹寿司時代の道男と同様に修行を積んでいる。

### 共亜事件の関係者
武井吾郎（たけい ごろう）
演 - 平田広明
直言が巻き込まれた「共亜事件」を担当する裁判長。
検察側が提示する証拠は信憑性に乏しいと認め、直言を含む被告人に無罪判決を下した。
日和田（ひわだ）
演 - 堀部圭亮
「共亜事件」を担当する検察官。
猪爪家に家宅捜索令状を持って訪れた際、はるを恫喝する。
取り調べの態度も威圧的であった。
滝田（たきた）
演 - 石田佳央
「共亜事件」を担当する検察官。
若島武吉（わかしま たけきち）
演 - 古谷敏
男爵。貴族院議員。
「共亜事件」で逮捕された国務大臣。
水沼淳三郎（みずぬま じゅんざぶろう）
演 - 森次晃嗣
貴族院議員。日和田と通じている。
竹中からは「共亜事件」の黒幕を疑われたが、結局うやむやになる。
錦田力太郎（にしきだ りきたろう）
演 - 磯部勉
「共亜事件」で逮捕された若島大臣の弁護人。
轟と久保田は一時期、錦田のもとで勤務していたが、久保田に対する扱いは良くなかった。

### 新潟で寅子に関わる人々

#### 新潟地家裁 三条支部
深田仁助（ふかだ じんすけ）
演 - 遠山俊也
新潟地家裁三条支部の主任書記官 兼 庶務課長。
東京からやって来た寅子を温かく歓迎する。
周囲との波風が立てないように、常に相手の顔色を窺って、気を使って接する。
高瀬雄三郎（たかせ ゆうざぶろう）
演 - 望月歩
新潟地家裁三条支部の書記官。
読書好きなところが直明に似ていて、寅子は親近感を抱く。
当初は寅子をよそ者扱いしていたが、森口との諍いで責任を問われた際、寅子が高瀬のその後の立場まで配慮して敢えて厳しく注意処分とし、それをきちんと説明したことで逆に寅子を信頼し心を開くようになる。
同僚の小野知子に好意を持っているが、小野とはそれぞれの周囲の煩わしさをかわすため、また自身の社会的地位の向上のために「友情結婚」をする。
小野知子（おの ともこ）
演 - 堺小春
新潟地家裁三条支部の庶務課職員。深田の部下。
不愛想だが、自分の意見は正直に言う。
朝鮮人男性と交際していた過去があり、少し朝鮮語が話せる。
同じ理由で高瀬と「友情結婚」をする。
平田（ひらた）朔蔵
演 - 小野田せっかく
新潟地家裁三条支部の庶務課職員。深田の部下。

#### 新潟地方裁判所 刑事部
入倉 始（いりくら はじめ）
演 - 岡部ひろき
新潟地方裁判所・刑事部の判事補。航一の部下。
髪型を大事にしており、常に手鏡と櫛で髪型の手入れをしている。
敵扱いされたり、睨まれたりされた経験から朝鮮人を快く思っていない。
航一の過去を知り、自身の人の見る目無さを反省する。

#### 弁護士
杉田太郎（すぎた たろう）
演 - 高橋克実
新潟県三条市の弁護士。
地家裁の職員とも懇意にしており、幅広い人脈を持つ。
弟の次郎と共に、三条支部の民事訴訟の裁判を数多く担当している。
東京からやって来た寅子にも、愛想よく振る舞う。しかし、寅子が太郎の思惑通りには動かないことを悟ると陰で舌打ちするなど、胡散臭い素振りを見せる。
寅子が優未を連れて麻雀大会を訪れた際に、優未を見て号泣する。一人娘と孫娘・アキコを長岡空襲で亡くし、その後、妻にも先立たれて仕事に没頭するようになったことが、次郎によって明かされた。
また、次郎によれば、優未はアキコに似ているとのこと。
杉田次郎（すぎた じろう）
演 - 田口浩正
新潟県三条市の弁護士。太郎の弟。地域の事件を多く引き受けている。
地家裁の職員とも懇意にしており、幅広い人脈を持つ。
兄の太郎を慕い、いつも気にかける。

#### 新潟のその他の人々
警察官
演 - 水野智則
令状に押印を求め、高瀬とともに佐田家を訪れる。
原（はら）
演 - 星野亘
森口と山の境界線で争っている。
野木（のぎ）
演 - 佐藤伸之
「ライトハウス」の常連。
倉持（くらもち）
演 - 大内厚雄
「ライトハウス」の常連。
元木俊雄（もとき としお）
演 - 山時聡真
寅子が新潟地裁本庁で、初めて担当した暴行事件の19歳の被害者。
鞄をひったくられたことに激高した水上から暴行を加えられた。
市内で頻発するひったくり事件の容疑者の一人で、新潟家庭裁判所で事情聴取を受けていた。寅子が森口美佐江から贈られたものと同じ、赤いビーズの腕飾りを腕に付けている。
水上始（みずかみ はじめ）
演 - 林裕太
寅子が新潟地裁本庁で、初めて担当した暴行事件の20歳の加害者。
鞄をひったくられたことに激高し、元木に暴行を加えた。
一柳忠義（いちやなぎ ただよし）
演 - 田中美央
寅子が新潟地裁本庁で、初めて担当した暴行事件の検察官。
スマートボール場の放火事件も担当している。
樋口政一（ひぐち せいいち）
演 - 永野宗典
寅子が新潟地裁本庁で、初めて担当した暴行事件の弁護人。
金顕洙/金子顕秀（きん けんしゅ/かねこ あきひで）
演 - 許秀哲
弟・広洙と共同で経営しているスマートボール場の放火事件の被告。
広洙への手紙の誤訳など、証拠不十分で無罪になる。
金広洙/金子広秀（きん こうしゅ/かねこ ひろひで）
演 - 成田瑛基
顕洙の弟で、スマートボール場の共同経営者。
兄・顕洙の放火事件の裁判を傍聴しているが、騒ぎを起こしがちで、同じく傍聴している小野に朝鮮語で説得して止められる。

### 森口美佐江とその関係者
森口美佐江（もりぐち みさえ）
演 - 片岡凜
森口と並木佐江子の娘。成績優秀で高校時代は、東京の大学入学を目指し、喫茶「ライトハウス」で玉の英語の授業を受けていた。
法学部志望ということもあり、寅子と親しくなり、赤いビーズの腕飾りを贈った。しかし、元木俊雄が同じ腕飾りをしていたことで、寅子にひったくり事件への関与を疑われる。
大学受験直前に、売春事件の女子高生二人といたところを補導されるも、審判には至らなかった。その際、寅子に、悪人からの窃盗、売春、殺人の倫理観を問いを投げかけた。
昭和28年3月、東京大学の試験を合格する。
その後は音沙汰は聞かれなかったが、佐江子から昭和34年に車に轢かれて事故死したことや、その三年前に娘の並木美雪を出産していることが語られた。
森口（もりぐち）
演 - 俵木藤汰
美佐江の父。三条の大地主。原と山の境界線で争っている。
高瀬の亡くなった次兄を知り、気弱な高瀬に発破をかけるが、高瀬を逆上させ掴み合いとなり、とばっちりで寅子が川に落ちるきっかけを作った。
並木美雪（なみき みゆき）
演 - 片岡凜（二役）
美佐江の娘。
駅の階段から同級生の少年を突き落とした容疑で家庭裁判所の審判を受けている女子高校生。
母の美佐江が遺した手帳を大切にしている。
美佐江と瓜二つの容貌をしており、それに加え寅子のことも知っていたため、寅子は相当狼狽した。後に祖母の佐江子から、美佐江の娘であることが語られた。
数日後には、売春と窃盗の教唆の容疑で再び東京家庭裁判所に送致されてきた。あっさりと罪を認めた後、寅子に「どうして人を殺してはいけないのか」とかつて美佐江がしていた質問を寅子に投げかける。寅子は懸命に答えるが納得せずにナイフを突き立て、「自分や母のことを他の子たちとは違い、異質で特別手に負えなくて救うに値しない存在」だと思っていることを話した。寅子の必死な説得に涙し、ナイフを床に叩きつけ、部屋を後にした。その後は、試験観察として民間の施設でしばらく生活することになった。半年後に佐江子に連れられた際は改心しており、佐江子に心配をかけるのが心苦しいため施設に残りたいと希望。しかし、寅子が本心を尋ねられると、「おばあちゃんと一緒にいたいです」と涙ながらに答えた。その気持ちを見た寅子は美雪を不処分にした。
40代になった平成11年に突然、会社から解雇されて困っていた時に偶然、優未と出会い、知り合いの弁護士を紹介すると言われ「佐田優未の知り合いと言ってくだされば」と補足された際に初めて寅子の娘であることに気付いた。
並木佐江子（なみき さえこ）
演 - 辻沢杏子
美佐江の母。美雪の祖母。
孫の美雪の審判に付き添っていた。のちに、自身が美佐江の母親であることを寅子に告白する。

### 原爆裁判の関係者
反町忠男（そりまち ただお）
演 - 川島潤哉
「原爆裁判」の被告指定代理人（訟務検事）。
原爆裁判が終えた後、政民党幹事長・寒河江弘幸の秘書になった。
保田敏明（やすだ としあき）
演 - 加藤満
原告側の鑑定人。国際法学者。
嘉納隆義（かのう たかよし）
演 - 小松利昌
被告(国)側の鑑定人。国際法学者。
反町に背負わされる者の苦悩を語りかける。
吉田ミキ（よしだ ミキ）
演 - 入山法子
原爆裁判の原告の1人。
美人コンテストで優勝する程の美貌の持ち主だったが、21歳の頃に広島原爆で被曝し、全身に火傷を負い、顔と首にケロイドが残ってしまう。
昭和37年1月、原爆裁判の当事者尋問のために広島から上京。尋問前日に山田轟法律事務所に訪問し、よねに裁判の決意を語るも段々と弱気になる。そんな吉田の姿を見て、よねは、吉田の出廷を取り止め、当日は轟が吉田の手紙を代読した。

### その他の人々
横山太一郎（よこやま たいいちろう）
演 - 藤森慎吾
寅子の3人目の縁談相手。帝国大学出身者。
貿易会社のニューヨーク支店に3年間勤務している。
当初は寅子と話が弾むが、自分を差し置いてまで話す態度に腹を立て、後日、電話で縁談を断った。
高井通（たかい とおる）
演 - 小須田康人
「帝都銀行」理事。
直言の上司にあたり、直道と花江の仲人を務める。
直言らと「共亜事件」に加担したとされて、逮捕される。
寅子の女学校の担任教師
演 - 伊勢佳世
寅子の内申書の用意を直言から依頼されたが、はるに話を通してないことを心配した。
法学専門書店店主
演 - 佐野啓
はるが、寅子のために「六法全書」を購入した書店の店主。
田中（たなか）裁判長
演 - 栗原英雄
東京地方裁判所の裁判長。
寅子が傍聴した着物の物品返還訴訟で、「妻の財産は夫が管理する」とする当時の民法の規定を尊重しつつも、甚太の横暴極まる行為は「権利の濫用」に当たるとして、「峰子の着物を引き渡すように」との判決を下した。
川井善兵衛
演 - じろう
着物の物品返還訴訟で、峰子側につく弁護士。
横井忠次
演 - 長谷川忍
着物の物品返還訴訟で、甚太側につく弁護士。
東田峰子（ひがしだ みねこ）
演 - 安川まり
寅子たちが傍聴した、着物の物品返還訴訟の原告側の女性。
夫の甚太からの家庭内暴力に耐えかね、離婚調停を起こしている。母親の形見であった着物を甚太に返却してもらえず、物品返還訴訟を起こして勝訴。判決後、訴訟を傍聴していた寅子たちに「離婚裁判は続くが、最後まで戦う」と語った。
東田甚太（ひがしだ じんた）
演 - 遠藤雄弥
峰子の夫。峰子に家庭内暴力を加え、離婚調停で敗訴したものの離婚に応じていない。
民法を盾に峰子の母親の形見の着物を返却しておらず、峰子から物品返還訴訟を起こされ、「権利の濫用」を理由に敗訴。裁判後も峰子を脅しつけ、仲裁に入った寅子と乱闘寸前になった。
東京地方裁判所職員
演 - 湯浅崇、や乃えいじ
よねの後を追って、裁判所にやって来た寅子に怒鳴るように、裁判所の中へ誘導する。
落合洋三郎（おちあい ようざぶろう）
演 - 樋渡真司
東京帝国大学教授。
著作物に安寧秩序を乱す表現があるとして、出版法第27条違反で起訴され、雲野法律事務所に弁護を依頼する。
両国満智（りょうごく まち）
演 - 岡本玲
夫に先立たれ、夫との2人目の子を身籠る未亡人。
義両親と子の親権を争い、寅子に弁護を依頼し、勝訴する。判決後、実際には満智の話はすべて嘘であり、2人の子はいずれも亡夫の子ではなく、夫の存命中から亡夫の友人の歯科医・神田と私通関係にあったことが明らかとなる。
小笠原（おがさわら）
演 - 細川岳
優三が戦病死した収容所の病室で、ベッドが隣だった復員兵。
寅子が優三に持たせた手製のお守りを寅子の元へ届けた。
自身の病気が悪化した際には、そのお守りを優三から託され持ち直している。
立花幸恵（たちばな ゆきえ）
演 - 伊勢志摩
婦人代議士。
寅子が広く意見を募るために、参加した婦人代議士らの集まりのリーダー格。
当初、寅子はその迫力にタジタジになっていたが、寅子が自分も署名させてもらえないかと許可を求めた際には、笑顔とともに二つ返事で承諾した。
第64回で、寅子や多岐川と共に家庭裁判所のPRでラジオ番組に出演した。
アルバート・ホーナー
演 - ブレイク・クロフォード
GHQの民法改正担当者。久藤とは旧知の仲。
司法省で働く寅子と出会う。
猪爪家を訪れ、寅子たちにチョコレートを贈った。また、ユダヤ系移民3世であることも明かされ、寅子らの姿を戦争で亡くした親戚の面影に重ねて涙する。
タカシ
演 - 令旺
戦災孤児。道男の弟分のスリの少年。
道男と同じく轟法律事務所に出入りしている。小橋の財布を盗んだ。
近藤（こんどう）
演 - 中西柚貴
直明が参加するBBS運動の仲間の女子大学生。直明と共に家庭裁判所設立に協力した。
茨田りつ子（いばらだ りつこ）
演 - 菊地凛子
家庭裁判所の広報活動の一環として、開催された「愛のコンサート」に出演した人気歌手。
コンサート出演は、旧知の仲の久藤が依頼したもので、家庭裁判所をPRするための広告のモデルにも起用された。
梶山栄二（かじやま えいじ）
演 - 中本ユリス
窃盗事件の加害者となった少年。昭和11年7月10日生まれ。
ハーフ (混血)であったことから友人に恵まれず、小学校で「スパイの子」「日本の敵」と白眼視された結果、不良とつるむようになり、窃盗行為に走るようになった。
両親は離婚調停中で、互いに自分の親権を放棄されそうになる。責任転嫁する両親の姿に心を閉ざしてしまう。結果、父・裕司が親権を持つことになり、裕司の姉である伯母・勝枝の元で暮らすこととなった。
梶山ルイーズ（かじやま ルイーズ）
演 - 太田緑ロランス
栄二の母。寅子が担当することになった離婚調停の妻側のフランス人女性。
夫・裕司との間に儲けた息子の栄二が窃盗事件を起こしたことで、親権を手放そうとしていた。
梶山裕司（かじやま ゆうじ）
演 - 菟田高城
栄二の父。ルイーズの夫。元外交官。
妻・ルイーズとの間に儲けた息子の栄二が窃盗事件を起こしたことで、親権を手放そうとしていた。既に浮気相手との間に子を作り、浮気相手との結婚を進めるためにルイーズとの離婚を急いでいた。
勝枝（かつえ）
演 - 小林美江
裕司の姉。栄二の伯母。
親権を巡って争う弟夫婦に代わって、甥・栄二の監護者となった。
カメラマン
演 - 笹井達規
竹中に同行し、寅子の雑誌取材の撮影を行うカメラマン。
玉木（たまき）
演 - 平体まひろ
竹中が寅子の雑誌取材に関連して、寅子と対談した女性司法修習生。寅子がいなくなると、寅子の陰口を叩いてた。
第108回で再登場。寅子が提出する女性法曹についての意見書に添付する署名を吉永と共に持参した。
吉永（よしなが）
演 - 川久保晴
竹中が寅子の雑誌取材に関連して、寅子と対談した女性司法修習生。寅子がいなくなると、寅子の陰口を叩いてた。
第108回で再登場。後に家庭に入っていることを明かし、寅子が提出する女性法曹についての意見書に添付する署名を玉木と共に持参した。
福田瞳（ふくだ ひとみ）
演 - 美山加恋
寅子が担当することになった離婚調停の妻側の女性。
夫の慶太から、不倫を理由に離婚を求められた。寅子から、相手に寄り添うように提案をされたことに激高する。
後日、離婚調停不成立となったことで寅子を逆恨みし、剃刀で寅子に襲い掛かった。しかし、小橋の活躍で失敗に終わった。
福田慶太（ふくだ けいた）
演 - 中村無何有
寅子が担当することになった離婚調停の夫側の男性。
妻の瞳の不倫を理由に、離婚訴訟を起こした。
大池玄太（おおいけ げんた）
演 - 斎藤汰鷹
直明の中学生徒。
直明が寅子に依頼したことによって実施された、裁判官の仕事に興味を持つ中学生たちに向けた勉強会に春子と良助と共に参加した。しかし、玄太は勉強会に参加する気は無く、嫌々で参加した。
丘崎春子（おかざき はるこ）
演 - 垂水文音
直明の中学生徒。
裁判官の仕事の勉強会に参加した唯一の女子中学生。粗暴な玄太が勉強会に参加したために参加予定であった他の女子生徒たちが欠席してしまったことを嘆く。
益岡良助（ますおか りょうすけ）
演 - 岩田奏
直明の中学生徒。
裁判官の仕事の勉強会で、女性が社会に出て働くことに疑問を感じて発言した。その答えとして小橋が良助に歩み寄り、自身の経験を基づいた「平等な社会」について良助に語った。
巻田（まきた）
演 - 浦山佳樹
カミナリ族の少年。
違法なオートバイ走行で逮捕された。
三島（みしま）
演 - こだまたいち
東大安田講堂事件で逮捕された未成年（20歳未満）の学生。
事件で火炎瓶に当たり怪我をする。
斧ヶ岳美位子（おのがたけ みいこ）
演 - 石橋菜津美
尊属殺人の罪で起訴され、母の寛子の依頼でよね、轟の弁護を受けている。保釈後は、山田轟法律事務所に居候の上、運営を手伝っている。笹竹にも掛け持ちで勤務している。
父から何年にも渡って暴力を受け、夫婦同然の生活を強いられ、しかも父の子供を2人出産した。その上、流産も幾度も経験している。
仕事先で出会った男性との結婚に逆上した父に更なる暴力を受け、その末に父を絞め殺した。
一審の東京地裁では、刑を免除する判決を言い渡されたものの、検察側が控訴している。
二審の東京高裁では、一審判決を取り消し、実刑判決を言い渡されたが、よねと轟が上告。
昭和47年4月、最高裁は上告を受理した後、昭和48年4月に桂場を中心とした15人の裁判官による大法廷が開かれ、「懲役2年6カ月、執行猶予3年」の判決が下された。同時に「尊属殺に関する刑法200条は、普通殺に関する刑法199条の法定刑に比べて著しく差別的であり、憲法14条1項に違反している」と認められた。
その後、よねや寅子らの応援を受け、新潟へ移住して「ライトハウス」で働くことになり、そこで貯金してまた違う土地に越すことを語った。
斧ヶ岳寛子（おのがたけ ひろこ）
演 - 宮田早苗
美位子の母。
虐待を受けている娘を見捨てて逃げたことを悔い、山田轟法律事務所に娘の美位子の弁護を懇願した。
美位子の二人の子を自身が美位子から仕送りを受けた上で育てている。
アナウンサー
演 - 宮信介
第116回と第119回でニュースを読んだアナウンサー。
裁判長
演 - 中田春介
第118回で東大安田講堂事件に関わった学生の裁判の裁判長（役名ノンクレジット）。
被告
演 - 北野秀気
第118回で東大安田講堂事件に関わった学生の裁判の学生。傍聴席の学生達と労働歌「インターナショナル」を歌い裁判を混乱させた（役名ノンクレジット）。
寒河江弘幸（さがえ ひろゆき）
演 - 外山誠二
政民党幹事長。
党において「最近の判決に偏向があるとして、党として最高裁判決を調査し、必要があれば司法の人事に意見する」という『裁判制度に関する調査特別委員会』の設置を表明するなど、少年法や裁判所に抗議をし、桂場に圧力をかける。
豊谷（とよたに）
演 - 中山祐一朗
法制審議会少年法部会の幹事。
部会で少年法を改正すべきか否かについて議論するはずが、自身は始めから法改正ありきで議論を進めようとしたため、寅子らに反感を買われた。議論の結果、少年法対象年齢の引き下げは見送られることになった。
就職活動の青年
演 - 篠原雅史
応募企業からの対応に不信感を抱き、山田轟事務所に相談に来る（役名ノンクレジット）。

## 用語・事件
物品引渡請求ノ訴
寅子が初めて傍聴した裁判。原告・東田峰子は7年前被告・東田甚太と結婚したが、暴力に耐えかね実家に戻り離婚裁判を起こし勝訴。すぐ被告は控訴しており係争は続いているが、これとは別に原告が嫁入りの際に持参した物品返還を求めて起こした裁判。特に亡き母親の形見である色留袖の返還を求めている。（当時の）民法第801条第1項では夫は妻の財産を管理すると定められており、訴えは無理筋と思われたが、裁判官は夫が妻への嫌がらせ目的の「権利の濫用」を理由に原告の主張を認めた。判例の「物品引渡請求事件」を参考にしている。
毒饅頭殺人事件
寅子たちが大学祭で上演した法廷劇。学長が判例から選び、涼子が台本を執筆した。女給甲子は7歳年下の医学生乙蔵と甲子のアパートで同棲し結婚を約束していた。甲子は乙蔵が実家に戻ってからも5年以上生活費を援助していたが、医師になった乙蔵は甲子に別れを告げ、乙蔵の両親からも拒絶される。甲子は防虫剤入りのまんじゅうで乙蔵一家殺害を計画。まんじゅうを食べた乙蔵と両親は重体、乙蔵の祖父が亡くなった。しかし寅子たちの検証で饅頭に致死量の防虫剤を仕込むのは不可能と判明。実はこれは女性の興味をひくため学長が改変したものであり、実際は甲子は乙蔵の両親から一度結婚の許諾を受けており、乙蔵に婚約不履行の裁判を起こして勝訴し慰謝料7000円を受け取っている。また甲子の職業は医師で饅頭に入れたのはチフス菌だった。事件の内容から1939年に起きた「チフス饅頭事件」を参考にしたと思われる。
共亜事件
共亜紡績の株価が高騰することを知って政財界に不正に得た利益がばらまかれたとする汚職事件。帝都銀行が株の取引実務を行い、直言は高井理事と共謀して賄賂を贈った容疑で逮捕された。現職の若島大臣ら16人が逮捕され、藤倉内閣は総辞職した。裁判では予審で許可なく革手錠を使用し自白を強要させたことや贈賄の事実がない証拠が次々突きつけられ、16人全員が無罪となった。史実の「帝人事件」を参考にしている。番組内で読み上げられた判決文中の「あたかも水中に月影を掬いあげようとするかのごとし」の文言は、実際の帝人事件の判決文中にあるものであり、当時の左陪席裁判官・石田和外が起草したものである。
予審
予備審問。本格的な裁判の前に行われる審判。予審判事によって取り調べが行われ、弁護士は同席も傍聴もできない。「予備審問#日本」を参照。
填補（てんぽ）
裁判所の支部に裁判官が常駐して処理するほどの事件が無い場合、本庁から裁判官がその支部に赴いて裁判を行う一方で、小規模庁の右陪席には、支部填補がある場合が少なくないこと。
原爆裁判
昭和20年（1945年）8月に広島と長崎に投下された原子爆弾の被害者（被爆者や遺族の5人）が、日本政府（国）に賠償を求める裁判。実際にあった通称「原爆裁判」をもとにしている。
少年法とその改正
昭和23年に成立した少年法は、刑事訴訟法に対する特別法であり、少年保護手続に関する法律である。制定当時は第二次大戦後の混乱期であり、食料が不足する中、生きていくために窃盗や強盗などをする孤児などの少年が激増し、また成人の犯罪に巻き込まれる事案も多く、また性犯罪も激増している。これらの非行少年を保護し、再教育するために制定されたものであって、少年事件の解明や、犯人に刑罰を加えることを目的としたものではなかったいう経緯から、原則として家庭裁判所により保護更生のための処置を下すことを規定する。ただし、家庭裁判所の判断により検察に逆送し刑事裁判に付すこともできるが、その場合においても不定期刑や量刑の緩和など様々な配慮を規定している。1960年代に至って、少年犯罪の原因も貧困から変化・多様化し、また、学生運動が盛んとなる中、学生のうち20歳以上は成人として起訴されるが、20歳未満は家庭裁判所へ送られ、同じ事件でも成人か少年かで扱いが異なっていた。暴徒化する若者たちに対する不安は、社会の中で大きくなっていき、政府からは、こうした混乱を収拾するには少年事件の厳罰化と少年法改正が必要だという意見が強く打ち出され、昭和45年6月、法務大臣から少年法改正について法制審議会に諮問がなされた。その主な内容は、①少年法の対象年齢を事実上「20歳未満」から「18歳未満」にすること。②18、19歳は「青年」として、おおむね大人と変わらない刑事手続で取り扱うこと。③「青年」については検察が最初に起訴・不起訴を判断すること（検察官先議、少年法の原則である家庭裁判所先議の逆）、などが盛り込まれていた。これは「青年層構想」とも呼ばれ、家裁の理念を根底から覆すと強い批判があがり。これに反対するものとして、本作品で多岐川幸四郎のモデルとなった宇田川潤四郎の名前で、最高裁長官宛に、少年法改正要綱に反対する「決議文」として提出されている。結局、この法改正は議案とならなかった。
ブルーパージ
裁判官、弁護士、検察官、法学者、修習生など、法律家各層の支持によって形成された研究団体である青年法律家協会（略称「青法協」）に関して、1969年の長沼ナイキ事件において、青法協会員の裁判官に札幌地裁の所長が「アドバイス」を送ったことが問題視され（平賀書簡事件）、これに対して石田和外は会員判事を最高裁判所判事から排除しまた退会を強要、1970年には最高裁判所事務総長が、裁判の公正性を疑われかねないので、政治的色彩を帯びた団体に裁判官は加盟すべきではない、との談話を発表した。青法協は名指しこそされなかったものの、「政治的色彩を帯びた団体」に青法協は含まれると考えられた。1970年10月に裁判官訴追委員会が、青法協会員であることなどを理由に訴追請求されていた裁判官213名に対し、青法協加入の有無を調査したことや、青法協会員の裁判官宮本康昭が再任を拒否されるという事件が生じ、これら一連の差別人事等を「レッドパージ」になぞらえて「ブルーパージ」という。
尊属殺重罰規定
明治40年（1907年）制定の現行刑法第200条には尊属殺人罪として「自己又ハ配偶者ノ直系尊属ヲ殺シタル者ハ死刑又ハ無期懲役ニ処ス」と定められていた。尊属殺人罪の法定刑は下限が無期懲役であり、刑法に定められる心神耗弱（刑法第39条第2項）などの必要的減軽と被告人の事情を斟酌する酌量減軽（刑法第66条）を重ねて適用（刑法第67条）しても、法定刑は3年の有期懲役を下らず、執行猶予がつけられないため、加害者は事情にかかわらず実刑を免れ得なかった。
日本国憲法施行後、加害者と被害者の親族関係を要因として罪を重くすることは法の下の平等を定めた憲法第14条に違反しているのではとの声があったが、最高裁判所は、「尊属傷害致死事件に関する昭和25年10月11日の大法廷判決」及びそれを引く「尊属殺人事件に関する昭和25年10月25日の大法廷判決」において、被害者が尊属であることを理由とする刑の加重は憲法第14条に違反しないと判断し、以降、それが判例となった。なお、本作品で穂高重親のモデルとなった穂積重遠は、これらの判決において、尊属殺重罰規定は憲法第14条に反し無効である旨の反対意見を残している。
本作品で斧ヶ岳美位子による父親殺害事件のモチーフとなった昭和43年（1968年）の事件によって、再び、尊属殺重罰規定の憲法違反が問われることとなった。第1審の宇都宮地方裁判所においては、正当防衛の範囲を超えて過剰防衛ではあるが、情状酌量により刑が免除された。しかし、検察の控訴により、第2審の東京高等裁判所においては、これが覆され実刑判決がなされた。弁護側は最高裁判所に上告し、昭和48年4月4日に最高裁判所は、石田和外が裁判長である大法廷において、尊属殺人罪を通常の殺人罪と別類型のものとし、法定刑を加重すること自体は違憲とまでは言えないが、刑罰の加重の程度が正当化できない程度のものである場合は違憲であって無効とされると判断し、判例は変更された。これは、日本国憲法が施行されてから初めて、法律が憲法に反していることを宣言する判決となった。本判決以後しばらくは、尊属殺人に関する刑法の条文は削除されなかったが死文化され適用されることがなくなり、1995年（平成7年）に刑法現代語化改正の機会に、尊属傷害致死罪などの規定とあわせて削除された。

## その他
モン・パパ
劇中に寅子の愛唱歌としてしばしば歌われた歌曲。フランスのコメディアンでシャンソン歌手ジョルジュ・ミルトンが映画『巴里っ子』（1930年）で歌った「セ・プール・モン・パパ（私のパパのために）」がオリジナルで、1932年（昭和7年）に榎本健一と二村定一のデュエットでビクターよりレコードとして発売されヒットした。
ブギウギ
前作『ブギウギ』と同時期の時代設定で、次のように『ブギウギ』とコラボレーションしている。
- 寅子は見合いを嫌い、家出をして「梅丸少女歌劇団(USK)」へ入団を目論む（第1回）。
- 多岐川が「東京ブギウギ」を口ずさむ場面がある（第53回）。
- コンサートの準備にあたって「福来スズ子」や「日本コロンコロン株式会社」の名が登場する（第62回）。
- 人気歌手として「愛のコンサート」に茨田りつ子が出演する（第64・65回）。

あんぱん
次々作『あんぱん』も同時期の時代設定であり、コラボレーションが見られた。
- 社会の不正義に憤り、法の道を志す柳井千尋が兄柳井嵩に見せた新聞記事の事件が共亜事件であり、劇中の新聞には『虎に翼』の登場人物名が記されている。

## スタッフ
- 作 - 吉田恵里香
  - 脚本協力 - 足立紳（第13週）
- 音楽 - 森優太[207]
- 主題歌 - 米津玄師「さよーならまたいつか!」（Sony Music Labels）[19]
- 語り - 尾野真千子[20]
  - 土曜日週間総集編（虎に翼「第〇週」） - 山田誠一郎
- 副音声解説 - 山崎健太郎

- 法律考証 - 村上一博[208][注釈 45]
- 裁判所考証 - 荒井史男
- 法律実務指導 - 坂野征四郎、小野保郎、玉田祐樹、脇田裕太、松村武志、雨宮則夫、古川大貴、山口大介、川神裕、渡辺菜穂子、千賀修一
- 風俗考証 - 天野隆子、三浦直人
- 所作指導 - 西川扇藏[注釈 46]
- 旧字考証 - 三浦直人
- 料理指導 - 赤堀博美
- 制服考証 - 刑部芳則
- 朝鮮学生考証・朝鮮文化考証 - 崔誠姫
- 朝鮮語指導 - チェ・イエリン
- ジェンダー・セクシュアリティ考証 - 前川直哉
- トランスジェンダー考証 - 三橋順子
- 英語指導 - 塩屋孔章
- 盛岡ことば指導 - 宮信介
- 新潟ことば指導 - 伊藤富美也
- 医事考証 - 冨田泰彦
- 書道指導 - 金敷駸房
- 銀行業務指導 - 倉都康行
- 写真指導 - 田村政実
- 裁縫指導 - 小林操子
- アクション指導 - 青木哲也
- 活弁指導 - 佐々木亜希子
- 火工品指導 - 河野晴行
- 麻雀指導 - 梶本琢程
- 介護指導 - 日本介護福祉士会
- サックス指導 - 屋嘉一志
- 茶道指導 - 井関宗脩
- 特殊メイク - 江川悦子
- タイトルバック制作 - シシヤマザキ[212]

- 撮影協力 - 法務省、名古屋市、知多郡東浦町、狛江市、博物館明治村、なごや・ロケーション・ナビ、八王子フィルムコミッション運営協議会、宇都宮大学、町田市、南房総市、港区立郷土歴史館、四日市市、犬山市、長岡市、新潟県フィルムコミッション協議会、新潟市、上野原市、西蒲原郡弥彦村、南魚沼市
- 取材協力 - 清水康之
- 資料提供 - 明治大学史資料センター、郵政博物館、米国立公文書館、日本ラジオ博物館、新潟家庭裁判所、長岡戦災資料館、目黒寄生虫館、前川直哉、神戸和佳子、佐伯剛、大久保賢一、中山浩佑、井出慎二、田村政実、稗田雅洋
- 制作統括 - 尾崎裕和[4]
- プロデューサー - 石澤かおる[4]、舟橋哲男、徳田祥子、おおずさわこ
- 美術 - 日髙一平、川名隆、平岡未帆、小泉章一
- 技術 - 中橋孝雄、杉山吉克
- 音響効果 - 武田文、三谷直樹、澁谷花奈
- 撮影 - 小野慎一郎、市戸達也、木下智哉
- 照明 - 井本敬人、手嶋里帆
- 音声 - 佐貫渉、吉竹淳樹、金丸毅、佐藤稔、上村悦也
- 映像技術 - 吉永勇、原亜希斗、津川健、吉村惇、両角剛毅、石澤祥子、島崎翔平、松本紗季、横田幹次
- カラーグレーディング - 島崎翔平、石澤祥子、吉村惇、松本紗季
- 音楽録音 - 垣内章宏
- 助監督 - 瀬古裕樹、内田貴史、伊集院悠、相澤一樹、目黒大輔、平舘銀河、青木敏邦、佐藤里帆、山崎和泉、西尾友希、吉田望、渡邊あずさ、吉澤奈緒、田島薫、鶴谷宥輝
- 制作担当 - 長船巧、新美善崇、稲川一男、征矢吉裕、近藤由依、井﨑雅子、林美智子、吉岡浩子、小林麻里也、酒井悠、石川加奈子、大橋守
- 取材 - 清永聡[4]
- 記録 - 小林澄枝
- 編集 - 森下博昭
- VFX - 佐藤敦紀、ツジノミナミ
- 美術進行 - 桜井茂雄、毛尾喜泰、中川允人、小川岳、相川裕樹、米田需莉、齋藤強
- 装置 - 金子裕之、田村英一郎、齋藤浩司、田中友晴、神野修平、村上唯人、並木陽助、寺部夢翔、福島侑樹、齋坂茂樹、吉田帆乃夏、小田原隼也、馬場幸三、坂本和彦、後藤沙耶香、小林英晴、立身隆行、川口真衣、秋山剛隆
- 装飾 - 井隈敬太、田村康利、落合生嗣、冨田苑花、大田有那、千葉あかり、新庄凛々子、山口憲一、草野達樹、川崎健一
- 衣裳 - 張替由起子、渡邊陽之介
- メイク - 倉本由美、佐藤なおこ、西野萌
- 演出 - 梛川善郎、橋本万葉[4][213]、安藤大佑、伊集院悠[33]、相澤一樹、酒井悠[214]
- 制作・著作 - NHK

## オープニング
主題歌の米津玄師「さよーならまたいつか!」の曲に合わせて、yurinasiaが振り付けをし、シシヤマザキがロトスコープアニメーションと呼ばれる手法で伊藤沙莉が複数のダンサーと共に実際に踊る映像を使用してタイトルバックを制作した。
タイトルバックのフルバージョンが後日制作され、9月18日放送の「虎に翼×米津玄師スペシャル」で初公開された。
9月27日放送の最終回のみ通常のオープニングは使用せず、エンディングとして主題歌のフルバージョンを流すと共に出演者クレジット(横ロール形式)とこれまでのダイジェスト映像が流れた。

## エンディング
視聴者から「わたしの翼」と題した公募写真を紹介する。主人公の寅子のように、夢に向かって夢中になって取り組んでいることや視聴者を強くしてくれる存在など、視聴者にとっての「翼」、心が羽ばたく瞬間の写真を公募し、1篇ずつ紹介する。6月14日に放送された第55回（第11週その5）では、はるを演じた石田ゆり子の飼い猫・ハニオが紹介された。9月27日放送された最終・第130回では、ヒロイン・伊藤沙莉が万歳する写真で、米津玄師の曲タイトルにもなっていた「さよーならまたいつか！」と表記されていた。

## 放送日程
最終週を除き、サブタイトルに「女」が付いている。
| 週                                                                        | 回            | 放送日              | サブタイトル                       | 演出          | 週平均視聴率  |
| 第1週 - 第9週                                                             | 第1週 - 第9週 | 第1週 - 第9週       | 第1週 - 第9週                      | 第1週 - 第9週 | 第1週 - 第9週 |
| ------------------------------------------------------------------------- | ------------- | ------------------- | ---------------------------------- | ------------- | ------------- |
| 1                                                                         | 01 - 05       | 04月01日 - 04月05日 | 女賢しくて牛売り損なう？           | 梛川善郎      | 16.2%         |
| 2                                                                         | 06 - 010      | 04月08日 - 04月12日 | 女三人寄ればかしましい？           | 梛川善郎      | 16.4%         |
| 3                                                                         | 011 - 015     | 04月15日 - 04月19日 | 女は三界に家なし？                 | 橋本万葉      | 16.5%         |
| 4                                                                         | 016 - 020     | 04月22日 - 04月26日 | 屈み女に反り男？                   | 梛川善郎      | 16.3%         |
| 5                                                                         | 021 - 025     | 04月29日 - 05月03日 | 朝雨は女の腕まくり？               | 安藤大佑      | 15.8%         |
| 6                                                                         | 026 - 030     | 05月06日 - 05月10日 | 女の一念、岩をも通す？             | 安藤大佑      | 16.5%         |
| 7                                                                         | 031 - 035     | 05月13日 - 05月17日 | 女の心は猫の目？                   | 梛川善郎      | 16.6%         |
| 8                                                                         | 036 - 040     | 05月20日 - 05月24日 | 女冥利に尽きる？                   | 橋本万葉      | 16.5%         |
| 9                                                                         | 041 - 045     | 05月27日 - 05月31日 | 男は度胸、女は愛嬌？               | 安藤大佑      | 17.0%         |
| 裁判官編（第10週 - 第15週）                                               |               |                     |                                    |               |               |
| 10                                                                        | 046 - 050     | 06月03日 - 06月07日 | 女の知恵は鼻の先？                 | 梛川善郎      | 16.7%         |
| 11                                                                        | 051 - 055     | 06月10日 - 06月14日 | 女子と小人は養い難し？             | 梛川善郎      | 17.3%         |
| 12                                                                        | 056 - 060     | 06月17日 - 06月21日 | 家に女房なきは火のない炉のごとし？ | 安藤大佑      | 17.2%         |
| 13                                                                        | 061 - 065     | 06月24日 - 06月28日 | 女房は掃きだめから拾え？           | 橋本万葉      | 17.2%         |
| 14                                                                        | 066 - 070     | 07月01日 - 07月05日 | 女房百日 馬二十日？                | 梛川善郎      | 17.3%         |
| 15                                                                        | 071 - 075     | 07月08日 - 07月12日 | 女房は山の神百石の位？             | 伊集院悠      | 17.1%         |
| 新潟編（第16週 - 第19週）                                                 |               |                     |                                    |               |               |
| 16                                                                        | 076 - 080     | 07月15日 - 07月19日 | 女やもめに花が咲く？               | 梛川善郎      | 17.2%         |
| 17                                                                        | 081 - 085     | 07月22日 - 07月26日 | 女の情に蛇が住む？                 | 相澤一樹      | 17.3%         |
| 18                                                                        | 086 - 090     | 07月29日 - 08月02日 | 七人の子は生すとも女に心許すな？   | 橋本万葉      | 16.7%         |
| 19                                                                        | 091 - 095     | 08月05日 - 08月09日 | 悪女の賢者ぶり？                   | 梛川善郎      | 15.9%         |
| ふたたびの東京編（第20週 - 最終週）                                       |               |                     |                                    |               |               |
| 20                                                                        | 096 - 100     | 08月12日 - 08月16日 | 稼ぎ男に繰り女？                   | 梛川善郎      | 17.0%         |
| 21                                                                        | 101 - 105     | 08月19日 - 08月23日 | 貞女は二夫に見えず？               | 酒井悠        | 17.1%         |
| 22                                                                        | 106 - 110     | 08月26日 - 08月30日 | 女房に惚れてお家繁盛？             | 橋本万葉      | 17.6%         |
| 23                                                                        | 111 - 115     | 09月02日 - 09月06日 | 始めは処女の如く、後は脱兎の如し？ | 梛川善郎      | 17.2%         |
| 24                                                                        | 116 - 120     | 09月09日 - 09月13日 | 女三人あれば身代が潰れる？         | 梛川善郎      | 17.1%         |
| 25                                                                        | 121 - 125     | 09月16日 - 09月20日 | 女の知恵は後へまわる？             | 橋本万葉      | 16.3%         |
| 26（終）                                                                  | 126 - 130     | 09月23日 - 09月27日 | 虎に翼                             | 梛川善郎      |               |
| 期間平均視聴率：16.8%（ビデオリサーチ調べ、関東地区・世帯・リアルタイム） |               |                     |                                    |               |               |

### 放送時間変更
- 8月6日 - （総合・初回放送）『広島平和記念式典』（広島放送局制作）放送のため、7時45分 - 8時に放送[246][247]。

### キャッチアップ放送
- 2024年4月14日（4月13日深夜、総合）0時40分 - 3時10分「ミッドナイトチャンネル・イッキ見!」で、第1・2週の10回分をキャッチアップ放送[248][249]。

### 総集編
- 前編：2024年7月6日 16時35分 - 18時（総合・BSプレミアム4K）[250]
  - 2024年12月30日 7時20分 - 8時45分（総合・BSプレミアム4K）[251]
- 後編：2024年12月30日 8時45分 - 10時10分（総合・BSプレミアム4K）[251]

## 視聴率
初回放送視聴率は16.4%（ビデオリサーチ調べ、関東地区・世帯。以下略）で、前作の『ブギウギ』の16.5%を0.1%下回った。
9月27日放送の最終回は18.7%、全130回の期間平均視聴率は16.8%で、朝ドラとしての期間平均視聴率は前4作を上回り、前々作『らんまん』の16.6%も上回った。番組最高視聴率は8月16日放送（第100回）の18.9%で、『らんまん』の19.2%には及ばなかった。
10月7日、動画配信サービス経由での視聴数が発表され、NHKプラスでの全話（130回）平均視聴UB（ユニークブラウザ）数は歴代連続テレビ小説の中では過去最高となる44.9万を記録。前述の『広島平和記念式典』放送に伴う、総合テレビ初回放送での放送時間変更があった第92回（8月6日放送分）は全話の中で最も高い66.2万UBを記録した。NHKオンデマンドでも放送期間中のシリーズ総視聴数が連続テレビ小説の中で歴代最多を記録した。

## 作品の評価
ライターの田幸和歌子は、「リーガルエンターテインメント」という位置付けながら、法律考証なども細かい点まできっちりと押さえている丁寧かつシリアスな演出や制作が高く評価されているとしている。
木俣冬は、好評の理由は登場人物が「振り切った人物」だからではないかと分析している。また、せっかく仕事を得ても結婚や出産によって一時キャリアを諦めないとならなくなる理不尽や、妻や母や仕事やすべてにおいて満点を求められる重責など、これまでの朝ドラでしっかり描かれてこなかった部分をしっかり描く姿勢に支持が集まっているのではないかとしている。また、主人公がいくら自由奔放であっても背景が史実に基づいた事件を描いているので土台が崩壊することがなかったと評した。
本作は連続テレビ小説史上初である放送文化基金賞最優秀賞を受賞している。

## 受賞
- Yahoo!検索大賞2024 ドラマ部門1位[264]
- 第121回ザテレビジョンドラマアカデミー賞[265]
  - 主演女優賞（伊藤沙莉）
  - 助演女優賞（土居志央梨）
  - ドラマソング賞（米津玄師）
- VOGUE JAPAN THE ONES TO WATCH2024（伊藤沙莉）[266]
- ギャラクシー賞（放送批評懇談会）
  - 2024年9月度月間賞[267]
  - 第62回（2024年度）テレビ部門 大賞[268]
- Penクリエイター・アワード2024（吉田恵里香）[269]
- エランドール賞 - プロデューサー賞（尾崎裕和）[270]
- モデルプレス読者が選ぶ「2024年の“ベスト日本ドラマ”」トップ10 - ベスト日本ドラマ部門1位[271]
- 第33回橋田賞（作品と伊藤沙莉によるW受賞）[272]
- 第28回日刊スポーツ・ドラマグランプリ 年間大賞 主演女優賞（伊藤沙莉）[273]
- 第51回放送文化基金賞[263]
  - ドラマ部門 最優秀賞（『虎に翼』）
  - 演技賞（伊藤沙莉）

## 関連番組
- もうすぐ！虎に翼（2024年3月20日、総合 / 3月24日、BS）[274][275]
- 虎に翼×米津玄師スペシャル（初回放送日：2024年9月18日、総合）[276]
  - オープニング主題歌「さよーならまたいつか」を手掛けた米津と伊藤の対談と、とらつば女子部と呼ばれる出演女優らによる座談会など。
- 以下のように、猪爪寅子のモデル・三淵嘉子を紹介する番組が随時放送された。
  - 「虎に翼」三淵嘉子伝（2024年3月26日 - 、総合、リポーター：藤森慎吾）[277]
    1. 女性法律家の先駆者・三淵嘉子[278]
    2. 法曹界の扉を開いた女性たち

  - みみより!解説「虎に翼」解説（2024年4月2日 - 、総合、連続テレビ小説「虎に翼」の背景を解説するシリーズ）[279]
    1. 三淵嘉子と“男女平等”[280]
    2. にぎやかな法廷と「権利の濫用」[281]
    3. 女性弁護士と戦争[282]
    4. 個性的な上司と絵画[117]
    5. “判事”寅子と新潟[283]
    6. 司法官たちと戦争[284]
    7. 原爆裁判と核廃絶の願い[285]
    8. 〈終〉 三淵さんが残した「少年友の会」[286]

  - 伊集院光の百年ラヂオ『虎に翼』のモデル【弁護士・三淵嘉子】（NHKラジオ第一、2024年6月4日）[287] - ラジオ番組『あの時わたしは』「女性弁護士誕生の頃」（NHKラジオ第一、1981年5月12日放送）を放送[288]。
  - 偉人の年収 How much? 裁判官 三淵嘉子（初回放送日：2024年9月23日、Eテレ）[289]
- 第75回NHK紅白歌合戦（2024年12月31日）
  - 「虎に翼 紅白特別編」[290][291]。

## 関連商品
ドラマガイド（NHK出版、作・吉田恵里香、NHKドラマ制作班 監修、NHK出版 編）
- 連続テレビ小説 虎に翼 Part1（2024年3月25日、ISBN 978-4-14-923608-7）
- 連続テレビ小説 虎に翼 Part2（2024年7月25日、ISBN 978-4-14-923609-4）

ノベライズ（NHK出版、作・吉田恵里香 / ノベライズ・豊田美加）
- NHK連続テレビ小説 虎に翼 上（2024年3月25日、ISBN 978-4-14-005743-8）
- NHK連続テレビ小説 虎に翼 下（2024年9月9日、ISBN 978-4-14-005744-5）

シナリオ集（NHK出版、著・吉田恵里香）
- NHK連続テレビ小説「虎に翼」シナリオ集（2024年10月21日、ISBN 978-4-14-005749-0）

名言ブック（ぴあ）
- NHK連続テレビ小説『虎に翼』心に響く名言ブック（2024年8月5日、ISBN 978-4-83-564501-8）

メモリアルブック（TJMOOK、宝島社）
- 連続テレビ小説 虎に翼 メモリアルブック（2024年9月24日、ISBN 978-4-299-05829-4）

NHK出版オリジナル楽譜シリーズ
- 連続テレビ小説 虎に翼 さよーならまたいつか!（作詞・作曲 米津玄師、2024年5月24日、ISBN 978-4-14-055446-3）

DVD / BD
- 連続テレビ小説 虎に翼 完全版 BOX1
- 連続テレビ小説 虎に翼 完全版 BOX2
- 連続テレビ小説 虎に翼 完全版 BOX3